# Lista de asteroides (76001-77000)
Esta é uma lista parcial de asteroides, do asteroide número 76001 até o 77000, inclusive. Veja também o índice com todas as listas disponíveis.

| Objeto Próximos à Terra | Cinturão de asteroides (interno) | Cinturão de asteroides (externo) | Centauro       |
| Cruzador de Marte       | Cinturão de asteroides (meio)    | Troianos de Júpiter              | Transnetuniano |

Veja mais dados de cada asteroide na ligação externa para o Minor Planet Center na última coluna.
Índice: 76001... 76101... 76201... 76301... 76401... 76501... 76601... 76701... 76801... 76901... 

## 76001–76100
| Designação | Designação | Descoberta  | Descoberta | Descobridor(es) | Categoria | Mais informações / Referência |
| Permanente | Provisória | Data        | Local      | Descobridor(es) | Categoria | Mais informações / Referência |
| ---------- | ---------- | ----------- | ---------- | --------------- | --------- | ----------------------------- |
| 76001      | 2000 DB18  | 28 fev 2000 | Socorro    | LINEAR          | —         | MPC                           |
| 76002      | 2000 DR19  | 29 fev 2000 | Socorro    | LINEAR          | —         | MPC                           |
| 76003      | 2000 DD20  | 29 fev 2000 | Socorro    | LINEAR          | —         | MPC                           |
| 76004      | 2000 DG20  | 29 fev 2000 | Socorro    | LINEAR          | —         | MPC                           |
| 76005      | 2000 DK20  | 29 fev 2000 | Socorro    | LINEAR          | —         | MPC                           |
| 76006      | 2000 DX21  | 29 fev 2000 | Socorro    | LINEAR          | —         | MPC                           |
| 76007      | 2000 DT22  | 29 fev 2000 | Socorro    | LINEAR          | —         | MPC                           |
| 76008      | 2000 DV22  | 29 fev 2000 | Socorro    | LINEAR          | —         | MPC                           |
| 76009      | 2000 DY23  | 29 fev 2000 | Socorro    | LINEAR          | —         | MPC                           |
| 76010      | 2000 DZ23  | 29 fev 2000 | Socorro    | LINEAR          | —         | MPC                           |
| 76011      | 2000 DH26  | 29 fev 2000 | Socorro    | LINEAR          | —         | MPC                           |
| 76012      | 2000 DQ26  | 29 fev 2000 | Socorro    | LINEAR          | —         | MPC                           |
| 76013      | 2000 DX27  | 29 fev 2000 | Socorro    | LINEAR          | —         | MPC                           |
| 76014      | 2000 DV28  | 29 fev 2000 | Socorro    | LINEAR          | —         | MPC                           |
| 76015      | 2000 DH30  | 29 fev 2000 | Socorro    | LINEAR          | Brangane  | MPC                           |
| 76016      | 2000 DU30  | 29 fev 2000 | Socorro    | LINEAR          | —         | MPC                           |
| 76017      | 2000 DD31  | 29 fev 2000 | Socorro    | LINEAR          | Ursula    | MPC                           |
| 76018      | 2000 DL31  | 29 fev 2000 | Socorro    | LINEAR          | —         | MPC                           |
| 76019      | 2000 DU31  | 29 fev 2000 | Socorro    | LINEAR          | Themis    | MPC                           |
| 76020      | 2000 DD33  | 29 fev 2000 | Socorro    | LINEAR          | —         | MPC                           |
| 76021      | 2000 DH34  | 29 fev 2000 | Socorro    | LINEAR          | —         | MPC                           |
| 76022      | 2000 DV35  | 29 fev 2000 | Socorro    | LINEAR          | —         | MPC                           |
| 76023      | 2000 DB38  | 29 fev 2000 | Socorro    | LINEAR          | —         | MPC                           |
| 76024      | 2000 DJ38  | 29 fev 2000 | Socorro    | LINEAR          | —         | MPC                           |
| 76025      | 2000 DR38  | 29 fev 2000 | Socorro    | LINEAR          | —         | MPC                           |
| 76026      | 2000 DD39  | 29 fev 2000 | Socorro    | LINEAR          | —         | MPC                           |
| 76027      | 2000 DK40  | 29 fev 2000 | Socorro    | LINEAR          | —         | MPC                           |
| 76028      | 2000 DF43  | 29 fev 2000 | Socorro    | LINEAR          | —         | MPC                           |
| 76029      | 2000 DL44  | 29 fev 2000 | Socorro    | LINEAR          | —         | MPC                           |
| 76030      | 2000 DM44  | 29 fev 2000 | Socorro    | LINEAR          | —         | MPC                           |
| 76031      | 2000 DX44  | 29 fev 2000 | Socorro    | LINEAR          | —         | MPC                           |
| 76032      | 2000 DS46  | 29 fev 2000 | Socorro    | LINEAR          | —         | MPC                           |
| 76033      | 2000 DW46  | 29 fev 2000 | Socorro    | LINEAR          | —         | MPC                           |
| 76034      | 2000 DX46  | 29 fev 2000 | Socorro    | LINEAR          | Phocaea   | MPC                           |
| 76035      | 2000 DD47  | 29 fev 2000 | Socorro    | LINEAR          | —         | MPC                           |
| 76036      | 2000 DF49  | 29 fev 2000 | Socorro    | LINEAR          | —         | MPC                           |
| 76037      | 2000 DA50  | 29 fev 2000 | Socorro    | LINEAR          | —         | MPC                           |
| 76038      | 2000 DJ51  | 29 fev 2000 | Socorro    | LINEAR          | Brangane  | MPC                           |
| 76039      | 2000 DK51  | 29 fev 2000 | Socorro    | LINEAR          | —         | MPC                           |
| 76040      | 2000 DD52  | 29 fev 2000 | Socorro    | LINEAR          | —         | MPC                           |
| 76041      | 2000 DC53  | 29 fev 2000 | Socorro    | LINEAR          | —         | MPC                           |
| 76042      | 2000 DY53  | 29 fev 2000 | Socorro    | LINEAR          | Maria     | MPC                           |
| 76043      | 2000 DN54  | 29 fev 2000 | Socorro    | LINEAR          | —         | MPC                           |
| 76044      | 2000 DV55  | 29 fev 2000 | Socorro    | LINEAR          | —         | MPC                           |
| 76045      | 2000 DC56  | 29 fev 2000 | Socorro    | LINEAR          | —         | MPC                           |
| 76046      | 2000 DL56  | 29 fev 2000 | Socorro    | LINEAR          | —         | MPC                           |
| 76047      | 2000 DS56  | 29 fev 2000 | Socorro    | LINEAR          | —         | MPC                           |
| 76048      | 2000 DY56  | 29 fev 2000 | Socorro    | LINEAR          | —         | MPC                           |
| 76049      | 2000 DA57  | 29 fev 2000 | Socorro    | LINEAR          | —         | MPC                           |
| 76050      | 2000 DF58  | 29 fev 2000 | Socorro    | LINEAR          | —         | MPC                           |
| 76051      | 2000 DE59  | 29 fev 2000 | Socorro    | LINEAR          | —         | MPC                           |
| 76052      | 2000 DK59  | 29 fev 2000 | Socorro    | LINEAR          | —         | MPC                           |
| 76053      | 2000 DC61  | 29 fev 2000 | Socorro    | LINEAR          | —         | MPC                           |
| 76054      | 2000 DE61  | 29 fev 2000 | Socorro    | LINEAR          | —         | MPC                           |
| 76055      | 2000 DF61  | 29 fev 2000 | Socorro    | LINEAR          | —         | MPC                           |
| 76056      | 2000 DN61  | 29 fev 2000 | Socorro    | LINEAR          | —         | MPC                           |
| 76057      | 2000 DZ61  | 29 fev 2000 | Socorro    | LINEAR          | —         | MPC                           |
| 76058      | 2000 DD63  | 29 fev 2000 | Socorro    | LINEAR          | —         | MPC                           |
| 76059      | 2000 DV63  | 29 fev 2000 | Socorro    | LINEAR          | Ursula    | MPC                           |
| 76060      | 2000 DJ68  | 29 fev 2000 | Socorro    | LINEAR          | —         | MPC                           |
| 76061      | 2000 DZ68  | 29 fev 2000 | Socorro    | LINEAR          | —         | MPC                           |
| 76062      | 2000 DB70  | 29 fev 2000 | Socorro    | LINEAR          | —         | MPC                           |
| 76063      | 2000 DW70  | 29 fev 2000 | Socorro    | LINEAR          | —         | MPC                           |
| 76064      | 2000 DM73  | 29 fev 2000 | Socorro    | LINEAR          | —         | MPC                           |
| 76065      | 2000 DD74  | 29 fev 2000 | Socorro    | LINEAR          | —         | MPC                           |
| 76066      | 2000 DC75  | 29 fev 2000 | Socorro    | LINEAR          | —         | MPC                           |
| 76067      | 2000 DF77  | 29 fev 2000 | Socorro    | LINEAR          | —         | MPC                           |
| 76068      | 2000 DK77  | 29 fev 2000 | Socorro    | LINEAR          | —         | MPC                           |
| 76069      | 2000 DS77  | 29 fev 2000 | Socorro    | LINEAR          | —         | MPC                           |
| 76070      | 2000 DN78  | 29 fev 2000 | Socorro    | LINEAR          | —         | MPC                           |
| 76071      | 2000 DC80  | 28 fev 2000 | Socorro    | LINEAR          | —         | MPC                           |
| 76072      | 2000 DT80  | 28 fev 2000 | Socorro    | LINEAR          | —         | MPC                           |
| 76073      | 2000 DB82  | 28 fev 2000 | Socorro    | LINEAR          | —         | MPC                           |
| 76074      | 2000 DC82  | 28 fev 2000 | Socorro    | LINEAR          | —         | MPC                           |
| 76075      | 2000 DM82  | 28 fev 2000 | Socorro    | LINEAR          | —         | MPC                           |
| 76076      | 2000 DL85  | 29 fev 2000 | Socorro    | LINEAR          | —         | MPC                           |
| 76077      | 2000 DW85  | 29 fev 2000 | Socorro    | LINEAR          | —         | MPC                           |
| 76078      | 2000 DP86  | 29 fev 2000 | Socorro    | LINEAR          | Eos       | MPC                           |
| 76079      | 2000 DT86  | 29 fev 2000 | Socorro    | LINEAR          | —         | MPC                           |
| 76080      | 2000 DA87  | 29 fev 2000 | Socorro    | LINEAR          | —         | MPC                           |
| 76081      | 2000 DV87  | 29 fev 2000 | Socorro    | LINEAR          | —         | MPC                           |
| 76082      | 2000 DJ88  | 29 fev 2000 | Socorro    | LINEAR          | —         | MPC                           |
| 76083      | 2000 DD90  | 27 fev 2000 | Kitt Peak  | Spacewatch      | —         | MPC                           |
| 76084      | 2000 DD92  | 27 fev 2000 | Kitt Peak  | Spacewatch      | —         | MPC                           |
| 76085      | 2000 DF92  | 27 fev 2000 | Kitt Peak  | Spacewatch      | —         | MPC                           |
| 76086      | 2000 DK92  | 27 fev 2000 | Kitt Peak  | Spacewatch      | —         | MPC                           |
| 76087      | 2000 DK93  | 28 fev 2000 | Socorro    | LINEAR          | —         | MPC                           |
| 76088      | 2000 DG94  | 28 fev 2000 | Socorro    | LINEAR          | —         | MPC                           |
| 76089      | 2000 DH94  | 28 fev 2000 | Socorro    | LINEAR          | —         | MPC                           |
| 76090      | 2000 DQ94  | 28 fev 2000 | Socorro    | LINEAR          | —         | MPC                           |
| 76091      | 2000 DT94  | 28 fev 2000 | Socorro    | LINEAR          | Pallas    | MPC                           |
| 76092      | 2000 DV95  | 28 fev 2000 | Socorro    | LINEAR          | —         | MPC                           |
| 76093      | 2000 DP96  | 29 fev 2000 | Socorro    | LINEAR          | —         | MPC                           |
| 76094      | 2000 DE97  | 29 fev 2000 | Socorro    | LINEAR          | —         | MPC                           |
| 76095      | 2000 DL97  | 29 fev 2000 | Socorro    | LINEAR          | —         | MPC                           |
| 76096      | 2000 DQ97  | 29 fev 2000 | Socorro    | LINEAR          | —         | MPC                           |
| 76097      | 2000 DN98  | 29 fev 2000 | Socorro    | LINEAR          | —         | MPC                           |
| 76098      | 2000 DA99  | 29 fev 2000 | Socorro    | LINEAR          | —         | MPC                           |
| 76099      | 2000 DV100 | 29 fev 2000 | Socorro    | LINEAR          | —         | MPC                           |
| 76100      | 2000 DC101 | 29 fev 2000 | Socorro    | LINEAR          | —         | MPC                           |

## 76101–76200
| Designação | Designação | Descoberta  | Descoberta          | Descobridor(es) | Categoria | Mais informações / Referência |
| Permanente | Provisória | Data        | Local               | Descobridor(es) | Categoria | Mais informações / Referência |
| ---------- | ---------- | ----------- | ------------------- | --------------- | --------- | ----------------------------- |
| 76101      | 2000 DD101 | 29 fev 2000 | Socorro             | LINEAR          | —         | MPC                           |
| 76102      | 2000 DP102 | 29 fev 2000 | Socorro             | LINEAR          | Brangane  | MPC                           |
| 76103      | 2000 DF103 | 29 fev 2000 | Socorro             | LINEAR          | —         | MPC                           |
| 76104      | 2000 DT103 | 29 fev 2000 | Socorro             | LINEAR          | —         | MPC                           |
| 76105      | 2000 DV103 | 29 fev 2000 | Socorro             | LINEAR          | —         | MPC                           |
| 76106      | 2000 DF104 | 29 fev 2000 | Socorro             | LINEAR          | —         | MPC                           |
| 76107      | 2000 DG104 | 29 fev 2000 | Socorro             | LINEAR          | —         | MPC                           |
| 76108      | 2000 DX105 | 29 fev 2000 | Socorro             | LINEAR          | —         | MPC                           |
| 76109      | 2000 DC106 | 29 fev 2000 | Socorro             | LINEAR          | —         | MPC                           |
| 76110      | 2000 DD106 | 29 fev 2000 | Socorro             | LINEAR          | —         | MPC                           |
| 76111      | 2000 DK106 | 29 fev 2000 | Socorro             | LINEAR          | —         | MPC                           |
| 76112      | 2000 DC107 | 29 fev 2000 | Socorro             | LINEAR          | Brangane  | MPC                           |
| 76113      | 2000 DE107 | 29 fev 2000 | Socorro             | LINEAR          | —         | MPC                           |
| 76114      | 2000 DF107 | 29 fev 2000 | Socorro             | LINEAR          | —         | MPC                           |
| 76115      | 2000 DU107 | 28 fev 2000 | Socorro             | LINEAR          | —         | MPC                           |
| 76116      | 2000 DZ109 | 29 fev 2000 | Socorro             | LINEAR          | —         | MPC                           |
| 76117      | 2000 DM110 | 26 fev 2000 | Uccle               | T. Pauwels      | —         | MPC                           |
| 76118      | 2000 DT110 | 27 fev 2000 | Socorro             | LINEAR          | —         | MPC                           |
| 76119      | 2000 DR112 | 29 fev 2000 | Socorro             | LINEAR          | —         | MPC                           |
| 76120      | 2000 DO114 | 28 fev 2000 | Kitt Peak           | Spacewatch      | —         | MPC                           |
| 76121      | 2000 DG117 | 25 fev 2000 | Catalina            | CSS             | —         | MPC                           |
| 76122      | 2000 DR117 | 25 fev 2000 | Kitt Peak           | Spacewatch      | Brangane  | MPC                           |
| 76123      | 2000 EE    | 1 mar 2000  | Oizumi              | T. Kobayashi    | —         | MPC                           |
| 76124      | 2000 EF1   | 3 mar 2000  | Socorro             | LINEAR          | —         | MPC                           |
| 76125      | 2000 EQ1   | 3 mar 2000  | Socorro             | LINEAR          | —         | MPC                           |
| 76126      | 2000 EW3   | 1 mar 2000  | Catalina            | CSS             | —         | MPC                           |
| 76127      | 2000 EV5   | 2 mar 2000  | Kitt Peak           | Spacewatch      | —         | MPC                           |
| 76128      | 2000 EZ6   | 2 mar 2000  | Kitt Peak           | Spacewatch      | —         | MPC                           |
| 76129      | 2000 EC8   | 3 mar 2000  | Socorro             | LINEAR          | —         | MPC                           |
| 76130      | 2000 ED8   | 3 mar 2000  | Socorro             | LINEAR          | —         | MPC                           |
| 76131      | 2000 EF8   | 3 mar 2000  | Socorro             | LINEAR          | —         | MPC                           |
| 76132      | 2000 EF10  | 3 mar 2000  | Socorro             | LINEAR          | —         | MPC                           |
| 76133      | 2000 ET10  | 4 mar 2000  | Socorro             | LINEAR          | —         | MPC                           |
| 76134      | 2000 EB11  | 4 mar 2000  | Socorro             | LINEAR          | —         | MPC                           |
| 76135      | 2000 EO11  | 4 mar 2000  | Socorro             | LINEAR          | —         | MPC                           |
| 76136      | 2000 EF12  | 4 mar 2000  | Socorro             | LINEAR          | Brangane  | MPC                           |
| 76137      | 2000 EQ12  | 4 mar 2000  | Socorro             | LINEAR          | —         | MPC                           |
| 76138      | 2000 EX12  | 4 mar 2000  | Socorro             | LINEAR          | —         | MPC                           |
| 76139      | 2000 EZ12  | 4 mar 2000  | Socorro             | LINEAR          | —         | MPC                           |
| 76140      | 2000 EG13  | 4 mar 2000  | Socorro             | LINEAR          | —         | MPC                           |
| 76141      | 2000 EJ13  | 5 mar 2000  | Socorro             | LINEAR          | —         | MPC                           |
| 76142      | 2000 ER13  | 5 mar 2000  | Socorro             | LINEAR          | —         | MPC                           |
| 76143      | 2000 EV13  | 5 mar 2000  | Socorro             | LINEAR          | —         | MPC                           |
| 76144      | 2000 EK14  | 5 mar 2000  | Višnjan Observatory | K. Korlević     | —         | MPC                           |
| 76145      | 2000 EO16  | 3 mar 2000  | Socorro             | LINEAR          | Brangane  | MPC                           |
| 76146      | 2000 EU16  | 3 mar 2000  | Socorro             | LINEAR          | —         | MPC                           |
| 76147      | 2000 EY16  | 3 mar 2000  | Socorro             | LINEAR          | —         | MPC                           |
| 76148      | 2000 EP17  | 4 mar 2000  | Socorro             | LINEAR          | —         | MPC                           |
| 76149      | 2000 EY17  | 4 mar 2000  | Socorro             | LINEAR          | —         | MPC                           |
| 76150      | 2000 EE18  | 4 mar 2000  | Socorro             | LINEAR          | —         | MPC                           |
| 76151      | 2000 EA20  | 7 mar 2000  | Socorro             | LINEAR          | —         | MPC                           |
| 76152      | 2000 EH20  | 3 mar 2000  | Catalina            | CSS             | —         | MPC                           |
| 76153      | 2000 ER20  | 3 mar 2000  | Catalina            | CSS             | —         | MPC                           |
| 76154      | 2000 ET20  | 3 mar 2000  | Catalina            | CSS             | —         | MPC                           |
| 76155      | 2000 EX20  | 3 mar 2000  | Catalina            | CSS             | —         | MPC                           |
| 76156      | 2000 EG21  | 3 mar 2000  | Catalina            | CSS             | —         | MPC                           |
| 76157      | 2000 ET21  | 5 mar 2000  | Socorro             | LINEAR          | Eos       | MPC                           |
| 76158      | 2000 EL22  | 3 mar 2000  | Kitt Peak           | Spacewatch      | —         | MPC                           |
| 76159      | 2000 EQ22  | 3 mar 2000  | Kitt Peak           | Spacewatch      | —         | MPC                           |
| 76160      | 2000 EV23  | 8 mar 2000  | Kitt Peak           | Spacewatch      | —         | MPC                           |
| 76161      | 2000 EY23  | 8 mar 2000  | Kitt Peak           | Spacewatch      | —         | MPC                           |
| 76162      | 2000 EC25  | 8 mar 2000  | Kitt Peak           | Spacewatch      | —         | MPC                           |
| 76163      | 2000 EB27  | 3 mar 2000  | Socorro             | LINEAR          | Brangane  | MPC                           |
| 76164      | 2000 EC27  | 3 mar 2000  | Socorro             | LINEAR          | —         | MPC                           |
| 76165      | 2000 EV28  | 4 mar 2000  | Socorro             | LINEAR          | Brangane  | MPC                           |
| 76166      | 2000 EX28  | 4 mar 2000  | Socorro             | LINEAR          | —         | MPC                           |
| 76167      | 2000 ED29  | 4 mar 2000  | Socorro             | LINEAR          | —         | MPC                           |
| 76168      | 2000 EO29  | 5 mar 2000  | Socorro             | LINEAR          | —         | MPC                           |
| 76169      | 2000 ES29  | 5 mar 2000  | Socorro             | LINEAR          | —         | MPC                           |
| 76170      | 2000 EF30  | 5 mar 2000  | Socorro             | LINEAR          | —         | MPC                           |
| 76171      | 2000 EH31  | 5 mar 2000  | Socorro             | LINEAR          | —         | MPC                           |
| 76172      | 2000 ET31  | 5 mar 2000  | Socorro             | LINEAR          | —         | MPC                           |
| 76173      | 2000 EE32  | 5 mar 2000  | Socorro             | LINEAR          | —         | MPC                           |
| 76174      | 2000 EJ32  | 5 mar 2000  | Socorro             | LINEAR          | —         | MPC                           |
| 76175      | 2000 EC34  | 5 mar 2000  | Socorro             | LINEAR          | —         | MPC                           |
| 76176      | 2000 EK35  | 8 mar 2000  | Socorro             | LINEAR          | —         | MPC                           |
| 76177      | 2000 EG36  | 5 mar 2000  | Socorro             | LINEAR          | —         | MPC                           |
| 76178      | 2000 EL36  | 5 mar 2000  | Socorro             | LINEAR          | —         | MPC                           |
| 76179      | 2000 EM36  | 5 mar 2000  | Socorro             | LINEAR          | —         | MPC                           |
| 76180      | 2000 ER36  | 8 mar 2000  | Socorro             | LINEAR          | —         | MPC                           |
| 76181      | 2000 EX36  | 8 mar 2000  | Socorro             | LINEAR          | —         | MPC                           |
| 76182      | 2000 EB39  | 8 mar 2000  | Socorro             | LINEAR          | Brangane  | MPC                           |
| 76183      | 2000 EN39  | 8 mar 2000  | Socorro             | LINEAR          | —         | MPC                           |
| 76184      | 2000 EP39  | 8 mar 2000  | Socorro             | LINEAR          | —         | MPC                           |
| 76185      | 2000 EQ39  | 8 mar 2000  | Socorro             | LINEAR          | —         | MPC                           |
| 76186      | 2000 EC40  | 8 mar 2000  | Socorro             | LINEAR          | Brangane  | MPC                           |
| 76187      | 2000 EX40  | 8 mar 2000  | Socorro             | LINEAR          | —         | MPC                           |
| 76188      | 2000 EY40  | 8 mar 2000  | Socorro             | LINEAR          | —         | MPC                           |
| 76189      | 2000 EC41  | 8 mar 2000  | Socorro             | LINEAR          | Brangane  | MPC                           |
| 76190      | 2000 EG42  | 8 mar 2000  | Socorro             | LINEAR          | —         | MPC                           |
| 76191      | 2000 EQ42  | 8 mar 2000  | Socorro             | LINEAR          | —         | MPC                           |
| 76192      | 2000 EU43  | 8 mar 2000  | Socorro             | LINEAR          | —         | MPC                           |
| 76193      | 2000 EW44  | 9 mar 2000  | Socorro             | LINEAR          | —         | MPC                           |
| 76194      | 2000 EG45  | 9 mar 2000  | Socorro             | LINEAR          | Ursula    | MPC                           |
| 76195      | 2000 EU45  | 9 mar 2000  | Socorro             | LINEAR          | Phocaea   | MPC                           |
| 76196      | 2000 EP46  | 9 mar 2000  | Socorro             | LINEAR          | —         | MPC                           |
| 76197      | 2000 EK47  | 9 mar 2000  | Socorro             | LINEAR          | —         | MPC                           |
| 76198      | 2000 EA49  | 9 mar 2000  | Socorro             | LINEAR          | —         | MPC                           |
| 76199      | 2000 EO49  | 9 mar 2000  | Socorro             | LINEAR          | —         | MPC                           |
| 76200      | 2000 EL50  | 10 mar 2000 | Prescott            | P. G. Comba     | —         | MPC                           |

## 76201–76300
| Designação    | Designação | Descoberta  | Descoberta      | Descobridor(es) | Categoria | Mais informações / Referência |
| Permanente    | Provisória | Data        | Local           | Descobridor(es) | Categoria | Mais informações / Referência |
| ------------- | ---------- | ----------- | --------------- | --------------- | --------- | ----------------------------- |
| 76201         | 2000 EM53  | 8 mar 2000  | Kitt Peak       | Spacewatch      | —         | MPC                           |
| 76202         | 2000 ER53  | 8 mar 2000  | Kitt Peak       | Spacewatch      | —         | MPC                           |
| 76203         | 2000 ER54  | 10 mar 2000 | Kitt Peak       | Spacewatch      | —         | MPC                           |
| 76204         | 2000 EF56  | 8 mar 2000  | Socorro         | LINEAR          | —         | MPC                           |
| 76205         | 2000 EV56  | 8 mar 2000  | Socorro         | LINEAR          | —         | MPC                           |
| 76206         | 2000 ES59  | 10 mar 2000 | Socorro         | LINEAR          | —         | MPC                           |
| 76207         | 2000 EW59  | 10 mar 2000 | Socorro         | LINEAR          | —         | MPC                           |
| 76208         | 2000 EZ59  | 10 mar 2000 | Socorro         | LINEAR          | —         | MPC                           |
| 76209         | 2000 ES61  | 10 mar 2000 | Socorro         | LINEAR          | —         | MPC                           |
| 76210         | 2000 ET61  | 10 mar 2000 | Socorro         | LINEAR          | —         | MPC                           |
| 76211         | 2000 ED63  | 10 mar 2000 | Socorro         | LINEAR          | —         | MPC                           |
| 76212         | 2000 EL63  | 10 mar 2000 | Socorro         | LINEAR          | —         | MPC                           |
| 76213         | 2000 ET64  | 10 mar 2000 | Socorro         | LINEAR          | —         | MPC                           |
| 76214         | 2000 EV64  | 10 mar 2000 | Socorro         | LINEAR          | —         | MPC                           |
| 76215         | 2000 ET65  | 10 mar 2000 | Socorro         | LINEAR          | —         | MPC                           |
| 76216         | 2000 EO66  | 10 mar 2000 | Socorro         | LINEAR          | —         | MPC                           |
| 76217         | 2000 EC67  | 10 mar 2000 | Socorro         | LINEAR          | —         | MPC                           |
| 76218         | 2000 ER67  | 10 mar 2000 | Socorro         | LINEAR          | —         | MPC                           |
| 76219         | 2000 ER68  | 10 mar 2000 | Socorro         | LINEAR          | —         | MPC                           |
| 76220         | 2000 EY68  | 10 mar 2000 | Socorro         | LINEAR          | —         | MPC                           |
| 76221         | 2000 EH69  | 10 mar 2000 | Socorro         | LINEAR          | —         | MPC                           |
| 76222         | 2000 EL69  | 10 mar 2000 | Socorro         | LINEAR          | —         | MPC                           |
| 76223         | 2000 EX69  | 10 mar 2000 | Socorro         | LINEAR          | —         | MPC                           |
| 76224         | 2000 EY69  | 10 mar 2000 | Socorro         | LINEAR          | —         | MPC                           |
| 76225         | 2000 EC70  | 10 mar 2000 | Socorro         | LINEAR          | —         | MPC                           |
| 76226         | 2000 EO70  | 10 mar 2000 | Socorro         | LINEAR          | —         | MPC                           |
| 76227         | 2000 EM71  | 9 mar 2000  | Kitt Peak       | Spacewatch      | —         | MPC                           |
| 76228         | 2000 EH75  | 9 mar 2000  | Socorro         | LINEAR          | —         | MPC                           |
| 76229         | 2000 EK75  | 4 mar 2000  | Fair Oaks Ranch | J. V. McClusky  | —         | MPC                           |
| 76230         | 2000 EP75  | 4 mar 2000  | Socorro         | LINEAR          | —         | MPC                           |
| 76231         | 2000 ET75  | 5 mar 2000  | Socorro         | LINEAR          | —         | MPC                           |
| 76232         | 2000 EU78  | 5 mar 2000  | Socorro         | LINEAR          | —         | MPC                           |
| 76233         | 2000 EX78  | 5 mar 2000  | Socorro         | LINEAR          | —         | MPC                           |
| 76234         | 2000 EQ79  | 5 mar 2000  | Socorro         | LINEAR          | —         | MPC                           |
| 76235         | 2000 EY80  | 5 mar 2000  | Socorro         | LINEAR          | —         | MPC                           |
| 76236         | 2000 ED81  | 5 mar 2000  | Socorro         | LINEAR          | —         | MPC                           |
| 76237         | 2000 EO81  | 5 mar 2000  | Socorro         | LINEAR          | —         | MPC                           |
| 76238         | 2000 EU81  | 5 mar 2000  | Socorro         | LINEAR          | —         | MPC                           |
| 76239         | 2000 EF82  | 5 mar 2000  | Socorro         | LINEAR          | Brangane  | MPC                           |
| 76240         | 2000 EP82  | 5 mar 2000  | Socorro         | LINEAR          | —         | MPC                           |
| 76241         | 2000 EQ82  | 5 mar 2000  | Socorro         | LINEAR          | —         | MPC                           |
| 76242         | 2000 ED84  | 5 mar 2000  | Socorro         | LINEAR          | —         | MPC                           |
| 76243         | 2000 EJ85  | 8 mar 2000  | Socorro         | LINEAR          | —         | MPC                           |
| 76244         | 2000 EW85  | 8 mar 2000  | Socorro         | LINEAR          | —         | MPC                           |
| 76245         | 2000 EN86  | 8 mar 2000  | Socorro         | LINEAR          | —         | MPC                           |
| 76246         | 2000 EX86  | 8 mar 2000  | Socorro         | LINEAR          | —         | MPC                           |
| 76247         | 2000 EM87  | 8 mar 2000  | Socorro         | LINEAR          | —         | MPC                           |
| 76248         | 2000 ES87  | 8 mar 2000  | Socorro         | LINEAR          | Phocaea   | MPC                           |
| 76249         | 2000 EV87  | 8 mar 2000  | Socorro         | LINEAR          | —         | MPC                           |
| 76250         | 2000 EJ88  | 9 mar 2000  | Socorro         | LINEAR          | —         | MPC                           |
| 76251         | 2000 EK91  | 9 mar 2000  | Socorro         | LINEAR          | —         | MPC                           |
| 76252         | 2000 EJ93  | 9 mar 2000  | Socorro         | LINEAR          | —         | MPC                           |
| 76253         | 2000 ER93  | 9 mar 2000  | Socorro         | LINEAR          | —         | MPC                           |
| 76254         | 2000 ET93  | 9 mar 2000  | Socorro         | LINEAR          | —         | MPC                           |
| 76255         | 2000 EQ94  | 9 mar 2000  | Socorro         | LINEAR          | —         | MPC                           |
| 76256         | 2000 ET94  | 9 mar 2000  | Socorro         | LINEAR          | —         | MPC                           |
| 76257         | 2000 EA97  | 10 mar 2000 | Socorro         | LINEAR          | —         | MPC                           |
| 76258         | 2000 EZ98  | 10 mar 2000 | Kitt Peak       | Spacewatch      | Brangane  | MPC                           |
| 76259         | 2000 EZ100 | 12 mar 2000 | Kitt Peak       | Spacewatch      | —         | MPC                           |
| 76260         | 2000 ES102 | 14 mar 2000 | Kitt Peak       | Spacewatch      | —         | MPC                           |
| 76261         | 2000 EU103 | 12 mar 2000 | Socorro         | LINEAR          | —         | MPC                           |
| 76262         | 2000 EV104 | 14 mar 2000 | Socorro         | LINEAR          | —         | MPC                           |
| 76263         | 2000 EY104 | 11 mar 2000 | Anderson Mesa   | LONEOS          | —         | MPC                           |
| 76264         | 2000 EZ104 | 11 mar 2000 | Anderson Mesa   | LONEOS          | —         | MPC                           |
| 76265         | 2000 EB105 | 11 mar 2000 | Anderson Mesa   | LONEOS          | —         | MPC                           |
| 76266         | 2000 EE105 | 11 mar 2000 | Anderson Mesa   | LONEOS          | —         | MPC                           |
| 76267         | 2000 EN105 | 11 mar 2000 | Anderson Mesa   | LONEOS          | —         | MPC                           |
| 76268         | 2000 EU105 | 11 mar 2000 | Anderson Mesa   | LONEOS          | —         | MPC                           |
| 76269         | 2000 EM107 | 8 mar 2000  | Socorro         | LINEAR          | —         | MPC                           |
| 76270         | 2000 ED110 | 8 mar 2000  | Haleakalā       | NEAT            | —         | MPC                           |
| 76271         | 2000 EH110 | 8 mar 2000  | Haleakala       | NEAT            | Brangane  | MPC                           |
| 76272 De Jong | 2000 EJ110 | 8 mar 2000  | Haleakala       | NEAT            | —         | MPC                           |
| 76273         | 2000 EZ111 | 9 mar 2000  | Socorro         | LINEAR          | Brangane  | MPC                           |
| 76274         | 2000 EJ112 | 9 mar 2000  | Socorro         | LINEAR          | —         | MPC                           |
| 76275         | 2000 EW113 | 9 mar 2000  | Socorro         | LINEAR          | —         | MPC                           |
| 76276         | 2000 EQ114 | 9 mar 2000  | Kvistaberg      | UDAS            | Brangane  | MPC                           |
| 76277         | 2000 ER114 | 9 mar 2000  | Kvistaberg      | UDAS            | —         | MPC                           |
| 76278         | 2000 EP115 | 10 mar 2000 | Kitt Peak       | Spacewatch      | —         | MPC                           |
| 76279         | 2000 ET116 | 10 mar 2000 | Socorro         | LINEAR          | —         | MPC                           |
| 76280         | 2000 EK117 | 11 mar 2000 | Anderson Mesa   | LONEOS          | —         | MPC                           |
| 76281         | 2000 EM118 | 11 mar 2000 | Anderson Mesa   | LONEOS          | —         | MPC                           |
| 76282         | 2000 EG119 | 11 mar 2000 | Anderson Mesa   | LONEOS          | —         | MPC                           |
| 76283         | 2000 ET119 | 11 mar 2000 | Anderson Mesa   | LONEOS          | —         | MPC                           |
| 76284         | 2000 EC120 | 11 mar 2000 | Anderson Mesa   | LONEOS          | —         | MPC                           |
| 76285         | 2000 EE121 | 11 mar 2000 | Anderson Mesa   | LONEOS          | —         | MPC                           |
| 76286         | 2000 EK121 | 11 mar 2000 | Anderson Mesa   | LONEOS          | —         | MPC                           |
| 76287         | 2000 EB123 | 11 mar 2000 | Catalina        | CSS             | —         | MPC                           |
| 76288         | 2000 EJ123 | 11 mar 2000 | Anderson Mesa   | LONEOS          | —         | MPC                           |
| 76289         | 2000 EG124 | 11 mar 2000 | Anderson Mesa   | LONEOS          | —         | MPC                           |
| 76290         | 2000 EG125 | 11 mar 2000 | Anderson Mesa   | LONEOS          | —         | MPC                           |
| 76291         | 2000 EH126 | 11 mar 2000 | Anderson Mesa   | LONEOS          | —         | MPC                           |
| 76292         | 2000 ER126 | 11 mar 2000 | Anderson Mesa   | LONEOS          | —         | MPC                           |
| 76293         | 2000 EV127 | 11 mar 2000 | Anderson Mesa   | LONEOS          | Phocaea   | MPC                           |
| 76294         | 2000 EA129 | 11 mar 2000 | Anderson Mesa   | LONEOS          | —         | MPC                           |
| 76295         | 2000 EY129 | 11 mar 2000 | Anderson Mesa   | LONEOS          | —         | MPC                           |
| 76296         | 2000 EE130 | 11 mar 2000 | Anderson Mesa   | LONEOS          | —         | MPC                           |
| 76297         | 2000 EN130 | 11 mar 2000 | Anderson Mesa   | LONEOS          | —         | MPC                           |
| 76298         | 2000 EC131 | 11 mar 2000 | Anderson Mesa   | LONEOS          | Brangane  | MPC                           |
| 76299         | 2000 EF132 | 11 mar 2000 | Socorro         | LINEAR          | —         | MPC                           |
| 76300         | 2000 EA133 | 11 mar 2000 | Socorro         | LINEAR          | —         | MPC                           |

## 76301–76400
| Designação      | Designação | Descoberta  | Descoberta    | Descobridor(es) | Categoria | Mais informações / Referência |
| Permanente      | Provisória | Data        | Local         | Descobridor(es) | Categoria | Mais informações / Referência |
| --------------- | ---------- | ----------- | ------------- | --------------- | --------- | ----------------------------- |
| 76301           | 2000 EL133 | 11 mar 2000 | Socorro       | LINEAR          | —         | MPC                           |
| 76302           | 2000 EP134 | 11 mar 2000 | Anderson Mesa | LONEOS          | —         | MPC                           |
| 76303           | 2000 EY134 | 11 mar 2000 | Anderson Mesa | LONEOS          | —         | MPC                           |
| 76304           | 2000 EC135 | 11 mar 2000 | Anderson Mesa | LONEOS          | Phocaea   | MPC                           |
| 76305           | 2000 EH135 | 11 mar 2000 | Anderson Mesa | LONEOS          | —         | MPC                           |
| 76306           | 2000 ES136 | 12 mar 2000 | Socorro       | LINEAR          | —         | MPC                           |
| 76307           | 2000 EN137 | 7 mar 2000  | Socorro       | LINEAR          | Brangane  | MPC                           |
| 76308           | 2000 EO137 | 7 mar 2000  | Socorro       | LINEAR          | Phocaea   | MPC                           |
| 76309 Ronferdie | 2000 EX137 | 10 mar 2000 | Catalina      | R. Hill         | —         | MPC                           |
| 76310           | 2000 EM138 | 11 mar 2000 | Catalina      | CSS             | —         | MPC                           |
| 76311           | 2000 EP138 | 11 mar 2000 | Catalina      | CSS             | —         | MPC                           |
| 76312           | 2000 ER138 | 11 mar 2000 | Catalina      | CSS             | —         | MPC                           |
| 76313           | 2000 EU138 | 11 mar 2000 | Catalina      | CSS             | —         | MPC                           |
| 76314           | 2000 EN139 | 11 mar 2000 | Catalina      | CSS             | —         | MPC                           |
| 76315           | 2000 EP139 | 11 mar 2000 | Catalina      | CSS             | —         | MPC                           |
| 76316           | 2000 EY140 | 2 mar 2000  | Catalina      | CSS             | —         | MPC                           |
| 76317           | 2000 EZ140 | 2 mar 2000  | Catalina      | CSS             | —         | MPC                           |
| 76318           | 2000 EY141 | 2 mar 2000  | Catalina      | CSS             | —         | MPC                           |
| 76319           | 2000 ET142 | 3 mar 2000  | Catalina      | CSS             | Phocaea   | MPC                           |
| 76320           | 2000 EN144 | 3 mar 2000  | Catalina      | CSS             | —         | MPC                           |
| 76321           | 2000 EJ145 | 3 mar 2000  | Catalina      | CSS             | —         | MPC                           |
| 76322           | 2000 EP145 | 3 mar 2000  | Catalina      | CSS             | —         | MPC                           |
| 76323           | 2000 ET145 | 3 mar 2000  | Socorro       | LINEAR          | —         | MPC                           |
| 76324           | 2000 EX145 | 4 mar 2000  | Socorro       | LINEAR          | —         | MPC                           |
| 76325           | 2000 EZ145 | 4 mar 2000  | Catalina      | CSS             | —         | MPC                           |
| 76326           | 2000 EV147 | 4 mar 2000  | Socorro       | LINEAR          | —         | MPC                           |
| 76327           | 2000 EE148 | 4 mar 2000  | Catalina      | CSS             | —         | MPC                           |
| 76328           | 2000 EG148 | 4 mar 2000  | Catalina      | CSS             | —         | MPC                           |
| 76329           | 2000 EH148 | 4 mar 2000  | Catalina      | CSS             | Phocaea   | MPC                           |
| 76330           | 2000 EX148 | 4 mar 2000  | Catalina      | CSS             | —         | MPC                           |
| 76331           | 2000 ED149 | 5 mar 2000  | Socorro       | LINEAR          | Ursula    | MPC                           |
| 76332           | 2000 EG149 | 5 mar 2000  | Socorro       | LINEAR          | —         | MPC                           |
| 76333           | 2000 EV149 | 5 mar 2000  | Socorro       | LINEAR          | —         | MPC                           |
| 76334           | 2000 EJ150 | 5 mar 2000  | Haleakalā     | NEAT            | —         | MPC                           |
| 76335           | 2000 EL150 | 5 mar 2000  | Haleakala     | NEAT            | —         | MPC                           |
| 76336           | 2000 EO151 | 6 mar 2000  | Haleakala     | NEAT            | —         | MPC                           |
| 76337           | 2000 EY152 | 6 mar 2000  | Haleakala     | NEAT            | Brangane  | MPC                           |
| 76338           | 2000 EC153 | 6 mar 2000  | Haleakala     | NEAT            | —         | MPC                           |
| 76339           | 2000 EL153 | 6 mar 2000  | Haleakala     | NEAT            | —         | MPC                           |
| 76340           | 2000 EH155 | 9 mar 2000  | Socorro       | LINEAR          | —         | MPC                           |
| 76341           | 2000 EF156 | 9 mar 2000  | Socorro       | LINEAR          | —         | MPC                           |
| 76342           | 2000 EC157 | 11 mar 2000 | Catalina      | CSS             | Phocaea   | MPC                           |
| 76343           | 2000 EE157 | 11 mar 2000 | Catalina      | CSS             | —         | MPC                           |
| 76344           | 2000 EJ157 | 11 mar 2000 | Catalina      | CSS             | —         | MPC                           |
| 76345           | 2000 ES157 | 12 mar 2000 | Anderson Mesa | LONEOS          | —         | MPC                           |
| 76346           | 2000 EV157 | 12 mar 2000 | Anderson Mesa | LONEOS          | Brangane  | MPC                           |
| 76347           | 2000 ET158 | 12 mar 2000 | Anderson Mesa | LONEOS          | —         | MPC                           |
| 76348           | 2000 EC159 | 3 mar 2000  | Socorro       | LINEAR          | —         | MPC                           |
| 76349           | 2000 EQ161 | 3 mar 2000  | Socorro       | LINEAR          | —         | MPC                           |
| 76350           | 2000 ES161 | 3 mar 2000  | Socorro       | LINEAR          | —         | MPC                           |
| 76351           | 2000 EF164 | 3 mar 2000  | Socorro       | LINEAR          | —         | MPC                           |
| 76352           | 2000 ER165 | 3 mar 2000  | Socorro       | LINEAR          | —         | MPC                           |
| 76353           | 2000 EB166 | 3 mar 2000  | Socorro       | LINEAR          | —         | MPC                           |
| 76354           | 2000 EG167 | 4 mar 2000  | Socorro       | LINEAR          | —         | MPC                           |
| 76355           | 2000 EB168 | 4 mar 2000  | Socorro       | LINEAR          | —         | MPC                           |
| 76356           | 2000 EE168 | 4 mar 2000  | Socorro       | LINEAR          | —         | MPC                           |
| 76357           | 2000 EG168 | 4 mar 2000  | Socorro       | LINEAR          | Phocaea   | MPC                           |
| 76358           | 2000 EW168 | 4 mar 2000  | Socorro       | LINEAR          | —         | MPC                           |
| 76359           | 2000 EN169 | 4 mar 2000  | Socorro       | LINEAR          | —         | MPC                           |
| 76360           | 2000 EV170 | 5 mar 2000  | Socorro       | LINEAR          | —         | MPC                           |
| 76361           | 2000 EP171 | 5 mar 2000  | Socorro       | LINEAR          | —         | MPC                           |
| 76362           | 2000 ES171 | 5 mar 2000  | Socorro       | LINEAR          | —         | MPC                           |
| 76363           | 2000 EK173 | 4 mar 2000  | Socorro       | LINEAR          | —         | MPC                           |
| 76364           | 2000 EP173 | 4 mar 2000  | Socorro       | LINEAR          | Pallas    | MPC                           |
| 76365           | 2000 ES173 | 4 mar 2000  | Socorro       | LINEAR          | —         | MPC                           |
| 76366           | 2000 EY173 | 4 mar 2000  | Socorro       | LINEAR          | —         | MPC                           |
| 76367           | 2000 ED174 | 4 mar 2000  | Socorro       | LINEAR          | —         | MPC                           |
| 76368           | 2000 ES174 | 6 mar 2000  | Haleakalā     | NEAT            | —         | MPC                           |
| 76369           | 2000 EW176 | 3 mar 2000  | Catalina      | CSS             | —         | MPC                           |
| 76370           | 2000 EC181 | 4 mar 2000  | Socorro       | LINEAR          | Brangane  | MPC                           |
| 76371           | 2000 EW181 | 4 mar 2000  | Socorro       | LINEAR          | —         | MPC                           |
| 76372           | 2000 EA182 | 4 mar 2000  | Socorro       | LINEAR          | —         | MPC                           |
| 76373           | 2000 EE182 | 4 mar 2000  | Socorro       | LINEAR          | —         | MPC                           |
| 76374           | 2000 EM183 | 5 mar 2000  | Socorro       | LINEAR          | —         | MPC                           |
| 76375           | 2000 EP183 | 5 mar 2000  | Socorro       | LINEAR          | —         | MPC                           |
| 76376           | 2000 EO184 | 5 mar 2000  | Socorro       | LINEAR          | —         | MPC                           |
| 76377           | 2000 EV184 | 5 mar 2000  | Socorro       | LINEAR          | Brangane  | MPC                           |
| 76378           | 2000 EW184 | 5 mar 2000  | Socorro       | LINEAR          | Meliboea  | MPC                           |
| 76379           | 2000 EA190 | 3 mar 2000  | Socorro       | LINEAR          | —         | MPC                           |
| 76380           | 2000 EP197 | 4 mar 2000  | Socorro       | LINEAR          | Phocaea   | MPC                           |
| 76381           | 2000 ED198 | 1 mar 2000  | Catalina      | CSS             | Brangane  | MPC                           |
| 76382           | 2000 EM198 | 1 mar 2000  | Catalina      | CSS             | —         | MPC                           |
| 76383           | 2000 EU199 | 1 mar 2000  | Catalina      | CSS             | —         | MPC                           |
| 76384           | 2000 FE    | 24 mar 2000 | Farpoint      | Farpoint Obs.   | —         | MPC                           |
| 76385           | 2000 FE3   | 28 mar 2000 | Socorro       | LINEAR          | —         | MPC                           |
| 76386           | 2000 FF3   | 28 mar 2000 | Socorro       | LINEAR          | —         | MPC                           |
| 76387           | 2000 FV5   | 25 mar 2000 | Kitt Peak     | Spacewatch      | —         | MPC                           |
| 76388           | 2000 FB6   | 25 mar 2000 | Kitt Peak     | Spacewatch      | —         | MPC                           |
| 76389           | 2000 FN6   | 25 mar 2000 | Kitt Peak     | Spacewatch      | —         | MPC                           |
| 76390           | 2000 FQ6   | 27 mar 2000 | Kitt Peak     | Spacewatch      | Ursula    | MPC                           |
| 76391           | 2000 FP7   | 28 mar 2000 | Kvistaberg    | UDAS            | —         | MPC                           |
| 76392           | 2000 FJ11  | 28 mar 2000 | Socorro       | LINEAR          | —         | MPC                           |
| 76393           | 2000 FM11  | 28 mar 2000 | Socorro       | LINEAR          | —         | MPC                           |
| 76394           | 2000 FN11  | 28 mar 2000 | Socorro       | LINEAR          | —         | MPC                           |
| 76395           | 2000 FB12  | 28 mar 2000 | Socorro       | LINEAR          | Brangane  | MPC                           |
| 76396           | 2000 FH12  | 28 mar 2000 | Socorro       | LINEAR          | —         | MPC                           |
| 76397           | 2000 FN12  | 28 mar 2000 | Socorro       | LINEAR          | —         | MPC                           |
| 76398           | 2000 FO12  | 28 mar 2000 | Socorro       | LINEAR          | —         | MPC                           |
| 76399           | 2000 FP12  | 28 mar 2000 | Socorro       | LINEAR          | —         | MPC                           |
| 76400           | 2000 FR12  | 28 mar 2000 | Socorro       | LINEAR          | —         | MPC                           |

## 76401–76500
| Designação | Designação | Descoberta  | Descoberta    | Descobridor(es) | Categoria | Mais informações / Referência |
| Permanente | Provisória | Data        | Local         | Descobridor(es) | Categoria | Mais informações / Referência |
| ---------- | ---------- | ----------- | ------------- | --------------- | --------- | ----------------------------- |
| 76401      | 2000 FY12  | 29 mar 2000 | Socorro       | LINEAR          | —         | MPC                           |
| 76402      | 2000 FZ12  | 29 mar 2000 | Socorro       | LINEAR          | —         | MPC                           |
| 76403      | 2000 FC13  | 29 mar 2000 | Socorro       | LINEAR          | —         | MPC                           |
| 76404      | 2000 FG13  | 29 mar 2000 | Socorro       | LINEAR          | —         | MPC                           |
| 76405      | 2000 FM13  | 29 mar 2000 | Socorro       | LINEAR          | —         | MPC                           |
| 76406      | 2000 FO13  | 29 mar 2000 | Socorro       | LINEAR          | —         | MPC                           |
| 76407      | 2000 FP13  | 29 mar 2000 | Socorro       | LINEAR          | —         | MPC                           |
| 76408      | 2000 FS13  | 29 mar 2000 | Socorro       | LINEAR          | —         | MPC                           |
| 76409      | 2000 FU13  | 29 mar 2000 | Socorro       | LINEAR          | —         | MPC                           |
| 76410      | 2000 FC15  | 29 mar 2000 | Kvistaberg    | UDAS            | —         | MPC                           |
| 76411      | 2000 FQ16  | 28 mar 2000 | Socorro       | LINEAR          | —         | MPC                           |
| 76412      | 2000 FJ17  | 28 mar 2000 | Socorro       | LINEAR          | —         | MPC                           |
| 76413      | 2000 FU17  | 29 mar 2000 | Socorro       | LINEAR          | —         | MPC                           |
| 76414      | 2000 FV17  | 29 mar 2000 | Socorro       | LINEAR          | Brangane  | MPC                           |
| 76415      | 2000 FA18  | 29 mar 2000 | Socorro       | LINEAR          | —         | MPC                           |
| 76416      | 2000 FU18  | 29 mar 2000 | Socorro       | LINEAR          | —         | MPC                           |
| 76417      | 2000 FW18  | 29 mar 2000 | Socorro       | LINEAR          | —         | MPC                           |
| 76418      | 2000 FF19  | 29 mar 2000 | Socorro       | LINEAR          | —         | MPC                           |
| 76419      | 2000 FJ19  | 29 mar 2000 | Socorro       | LINEAR          | —         | MPC                           |
| 76420      | 2000 FN19  | 29 mar 2000 | Socorro       | LINEAR          | —         | MPC                           |
| 76421      | 2000 FA20  | 29 mar 2000 | Socorro       | LINEAR          | Brangane  | MPC                           |
| 76422      | 2000 FD21  | 29 mar 2000 | Socorro       | LINEAR          | —         | MPC                           |
| 76423      | 2000 FE21  | 29 mar 2000 | Socorro       | LINEAR          | —         | MPC                           |
| 76424      | 2000 FH21  | 29 mar 2000 | Socorro       | LINEAR          | —         | MPC                           |
| 76425      | 2000 FR21  | 29 mar 2000 | Socorro       | LINEAR          | —         | MPC                           |
| 76426      | 2000 FT21  | 29 mar 2000 | Socorro       | LINEAR          | —         | MPC                           |
| 76427      | 2000 FJ22  | 29 mar 2000 | Socorro       | LINEAR          | —         | MPC                           |
| 76428      | 2000 FL22  | 29 mar 2000 | Socorro       | LINEAR          | —         | MPC                           |
| 76429      | 2000 FG23  | 29 mar 2000 | Socorro       | LINEAR          | —         | MPC                           |
| 76430      | 2000 FL23  | 29 mar 2000 | Socorro       | LINEAR          | —         | MPC                           |
| 76431      | 2000 FU23  | 29 mar 2000 | Socorro       | LINEAR          | —         | MPC                           |
| 76432      | 2000 FB24  | 29 mar 2000 | Socorro       | LINEAR          | —         | MPC                           |
| 76433      | 2000 FM24  | 29 mar 2000 | Socorro       | LINEAR          | —         | MPC                           |
| 76434      | 2000 FO24  | 29 mar 2000 | Socorro       | LINEAR          | Brangane  | MPC                           |
| 76435      | 2000 FT25  | 27 mar 2000 | Anderson Mesa | LONEOS          | —         | MPC                           |
| 76436      | 2000 FT28  | 27 mar 2000 | Anderson Mesa | LONEOS          | Brangane  | MPC                           |
| 76437      | 2000 FD29  | 27 mar 2000 | Anderson Mesa | LONEOS          | —         | MPC                           |
| 76438      | 2000 FE29  | 27 mar 2000 | Anderson Mesa | LONEOS          | —         | MPC                           |
| 76439      | 2000 FP29  | 27 mar 2000 | Anderson Mesa | LONEOS          | —         | MPC                           |
| 76440      | 2000 FY30  | 28 mar 2000 | Socorro       | LINEAR          | —         | MPC                           |
| 76441      | 2000 FB31  | 28 mar 2000 | Socorro       | LINEAR          | —         | MPC                           |
| 76442      | 2000 FO31  | 28 mar 2000 | Socorro       | LINEAR          | —         | MPC                           |
| 76443      | 2000 FS31  | 28 mar 2000 | Socorro       | LINEAR          | —         | MPC                           |
| 76444      | 2000 FA32  | 29 mar 2000 | Socorro       | LINEAR          | —         | MPC                           |
| 76445      | 2000 FO32  | 29 mar 2000 | Socorro       | LINEAR          | Brangane  | MPC                           |
| 76446      | 2000 FT32  | 29 mar 2000 | Socorro       | LINEAR          | —         | MPC                           |
| 76447      | 2000 FY32  | 29 mar 2000 | Socorro       | LINEAR          | —         | MPC                           |
| 76448      | 2000 FD33  | 29 mar 2000 | Socorro       | LINEAR          | —         | MPC                           |
| 76449      | 2000 FL33  | 29 mar 2000 | Socorro       | LINEAR          | —         | MPC                           |
| 76450      | 2000 FL34  | 29 mar 2000 | Socorro       | LINEAR          | —         | MPC                           |
| 76451      | 2000 FB36  | 29 mar 2000 | Socorro       | LINEAR          | —         | MPC                           |
| 76452      | 2000 FO36  | 29 mar 2000 | Socorro       | LINEAR          | Brangane  | MPC                           |
| 76453      | 2000 FT36  | 29 mar 2000 | Socorro       | LINEAR          | —         | MPC                           |
| 76454      | 2000 FM37  | 29 mar 2000 | Socorro       | LINEAR          | —         | MPC                           |
| 76455      | 2000 FA38  | 29 mar 2000 | Socorro       | LINEAR          | —         | MPC                           |
| 76456      | 2000 FL38  | 29 mar 2000 | Socorro       | LINEAR          | —         | MPC                           |
| 76457      | 2000 FV38  | 29 mar 2000 | Socorro       | LINEAR          | —         | MPC                           |
| 76458      | 2000 FA39  | 29 mar 2000 | Socorro       | LINEAR          | —         | MPC                           |
| 76459      | 2000 FE41  | 29 mar 2000 | Socorro       | LINEAR          | Eos       | MPC                           |
| 76460      | 2000 FQ41  | 29 mar 2000 | Socorro       | LINEAR          | —         | MPC                           |
| 76461      | 2000 FH44  | 29 mar 2000 | Socorro       | LINEAR          | Brangane  | MPC                           |
| 76462      | 2000 FP44  | 29 mar 2000 | Socorro       | LINEAR          | —         | MPC                           |
| 76463      | 2000 FZ45  | 29 mar 2000 | Socorro       | LINEAR          | —         | MPC                           |
| 76464      | 2000 FP46  | 29 mar 2000 | Socorro       | LINEAR          | —         | MPC                           |
| 76465      | 2000 FQ46  | 29 mar 2000 | Socorro       | LINEAR          | Phocaea   | MPC                           |
| 76466      | 2000 FD47  | 29 mar 2000 | Socorro       | LINEAR          | —         | MPC                           |
| 76467      | 2000 FP48  | 30 mar 2000 | Socorro       | LINEAR          | —         | MPC                           |
| 76468      | 2000 FY55  | 29 mar 2000 | Socorro       | LINEAR          | —         | MPC                           |
| 76469      | 2000 FY56  | 29 mar 2000 | Socorro       | LINEAR          | —         | MPC                           |
| 76470      | 2000 FC57  | 30 mar 2000 | Catalina      | CSS             | —         | MPC                           |
| 76471      | 2000 FD57  | 30 mar 2000 | Catalina      | CSS             | Brangane  | MPC                           |
| 76472      | 2000 FP57  | 26 mar 2000 | Anderson Mesa | LONEOS          | —         | MPC                           |
| 76473      | 2000 FR57  | 26 mar 2000 | Anderson Mesa | LONEOS          | —         | MPC                           |
| 76474      | 2000 FK58  | 26 mar 2000 | Anderson Mesa | LONEOS          | —         | MPC                           |
| 76475      | 2000 FQ58  | 26 mar 2000 | Anderson Mesa | LONEOS          | —         | MPC                           |
| 76476      | 2000 FU58  | 26 mar 2000 | Anderson Mesa | LONEOS          | —         | MPC                           |
| 76477      | 2000 FB59  | 28 mar 2000 | Socorro       | LINEAR          | —         | MPC                           |
| 76478      | 2000 FL60  | 29 mar 2000 | Socorro       | LINEAR          | —         | MPC                           |
| 76479      | 2000 FF62  | 26 mar 2000 | Anderson Mesa | LONEOS          | —         | MPC                           |
| 76480      | 2000 FH63  | 27 mar 2000 | Anderson Mesa | LONEOS          | Brangane  | MPC                           |
| 76481      | 2000 FW63  | 29 mar 2000 | Socorro       | LINEAR          | Eos       | MPC                           |
| 76482      | 2000 FJ64  | 29 mar 2000 | Socorro       | LINEAR          | —         | MPC                           |
| 76483      | 2000 FS65  | 27 mar 2000 | Anderson Mesa | LONEOS          | —         | MPC                           |
| 76484      | 2000 FQ68  | 26 mar 2000 | Anderson Mesa | LONEOS          | —         | MPC                           |
| 76485      | 2000 FS71  | 27 mar 2000 | Anderson Mesa | LONEOS          | —         | MPC                           |
| 76486      | 2000 FY72  | 26 mar 2000 | Anderson Mesa | LONEOS          | —         | MPC                           |
| 76487      | 2000 FU73  | 26 mar 2000 | Anderson Mesa | LONEOS          | —         | MPC                           |
| 76488      | 2000 GG    | 1 abr 2000  | Kitt Peak     | Spacewatch      | —         | MPC                           |
| 76489      | 2000 GC5   | 3 abr 2000  | Socorro       | LINEAR          | —         | MPC                           |
| 76490      | 2000 GH7   | 4 abr 2000  | Socorro       | LINEAR          | —         | MPC                           |
| 76491      | 2000 GN7   | 4 abr 2000  | Socorro       | LINEAR          | —         | MPC                           |
| 76492      | 2000 GS9   | 5 abr 2000  | Socorro       | LINEAR          | —         | MPC                           |
| 76493      | 2000 GZ9   | 5 abr 2000  | Socorro       | LINEAR          | —         | MPC                           |
| 76494      | 2000 GK10  | 5 abr 2000  | Socorro       | LINEAR          | —         | MPC                           |
| 76495      | 2000 GR10  | 5 abr 2000  | Socorro       | LINEAR          | —         | MPC                           |
| 76496      | 2000 GM13  | 5 abr 2000  | Socorro       | LINEAR          | —         | MPC                           |
| 76497      | 2000 GJ16  | 5 abr 2000  | Socorro       | LINEAR          | —         | MPC                           |
| 76498      | 2000 GC17  | 5 abr 2000  | Socorro       | LINEAR          | Brangane  | MPC                           |
| 76499      | 2000 GZ17  | 5 abr 2000  | Socorro       | LINEAR          | —         | MPC                           |
| 76500      | 2000 GP21  | 5 abr 2000  | Socorro       | LINEAR          | —         | MPC                           |

## 76501–76600
| Designação | Designação | Descoberta  | Descoberta    | Descobridor(es) | Categoria | Mais informações / Referência |
| Permanente | Provisória | Data        | Local         | Descobridor(es) | Categoria | Mais informações / Referência |
| ---------- | ---------- | ----------- | ------------- | --------------- | --------- | ----------------------------- |
| 76501      | 2000 GH25  | 5 abr 2000  | Socorro       | LINEAR          | —         | MPC                           |
| 76502      | 2000 GV26  | 5 abr 2000  | Socorro       | LINEAR          | Brangane  | MPC                           |
| 76503      | 2000 GL27  | 5 abr 2000  | Socorro       | LINEAR          | —         | MPC                           |
| 76504      | 2000 GN28  | 5 abr 2000  | Socorro       | LINEAR          | —         | MPC                           |
| 76505      | 2000 GU28  | 5 abr 2000  | Socorro       | LINEAR          | —         | MPC                           |
| 76506      | 2000 GV28  | 5 abr 2000  | Socorro       | LINEAR          | —         | MPC                           |
| 76507      | 2000 GX28  | 5 abr 2000  | Socorro       | LINEAR          | —         | MPC                           |
| 76508      | 2000 GZ29  | 5 abr 2000  | Socorro       | LINEAR          | —         | MPC                           |
| 76509      | 2000 GQ32  | 5 abr 2000  | Socorro       | LINEAR          | —         | MPC                           |
| 76510      | 2000 GJ33  | 5 abr 2000  | Socorro       | LINEAR          | —         | MPC                           |
| 76511      | 2000 GT33  | 5 abr 2000  | Socorro       | LINEAR          | —         | MPC                           |
| 76512      | 2000 GL35  | 5 abr 2000  | Socorro       | LINEAR          | —         | MPC                           |
| 76513      | 2000 GY36  | 5 abr 2000  | Socorro       | LINEAR          | —         | MPC                           |
| 76514      | 2000 GF39  | 5 abr 2000  | Socorro       | LINEAR          | —         | MPC                           |
| 76515      | 2000 GQ39  | 5 abr 2000  | Socorro       | LINEAR          | Brangane  | MPC                           |
| 76516      | 2000 GX39  | 5 abr 2000  | Socorro       | LINEAR          | —         | MPC                           |
| 76517      | 2000 GT44  | 5 abr 2000  | Socorro       | LINEAR          | —         | MPC                           |
| 76518      | 2000 GY45  | 5 abr 2000  | Socorro       | LINEAR          | —         | MPC                           |
| 76519      | 2000 GN46  | 5 abr 2000  | Socorro       | LINEAR          | Ursula    | MPC                           |
| 76520      | 2000 GS46  | 5 abr 2000  | Socorro       | LINEAR          | —         | MPC                           |
| 76521      | 2000 GK47  | 5 abr 2000  | Socorro       | LINEAR          | Ursula    | MPC                           |
| 76522      | 2000 GD51  | 5 abr 2000  | Socorro       | LINEAR          | —         | MPC                           |
| 76523      | 2000 GH51  | 5 abr 2000  | Socorro       | LINEAR          | —         | MPC                           |
| 76524      | 2000 GV52  | 5 abr 2000  | Socorro       | LINEAR          | —         | MPC                           |
| 76525      | 2000 GO53  | 5 abr 2000  | Socorro       | LINEAR          | —         | MPC                           |
| 76526      | 2000 GS54  | 5 abr 2000  | Socorro       | LINEAR          | —         | MPC                           |
| 76527      | 2000 GC56  | 5 abr 2000  | Socorro       | LINEAR          | —         | MPC                           |
| 76528      | 2000 GB59  | 5 abr 2000  | Socorro       | LINEAR          | Phocaea   | MPC                           |
| 76529      | 2000 GA60  | 5 abr 2000  | Socorro       | LINEAR          | —         | MPC                           |
| 76530      | 2000 GE65  | 5 abr 2000  | Socorro       | LINEAR          | —         | MPC                           |
| 76531      | 2000 GT65  | 5 abr 2000  | Socorro       | LINEAR          | —         | MPC                           |
| 76532      | 2000 GX71  | 5 abr 2000  | Socorro       | LINEAR          | —         | MPC                           |
| 76533      | 2000 GB73  | 5 abr 2000  | Socorro       | LINEAR          | Ursula    | MPC                           |
| 76534      | 2000 GF73  | 5 abr 2000  | Socorro       | LINEAR          | —         | MPC                           |
| 76535      | 2000 GM73  | 5 abr 2000  | Socorro       | LINEAR          | Brangane  | MPC                           |
| 76536      | 2000 GU74  | 5 abr 2000  | Socorro       | LINEAR          | —         | MPC                           |
| 76537      | 2000 GJ76  | 5 abr 2000  | Socorro       | LINEAR          | —         | MPC                           |
| 76538      | 2000 GO76  | 5 abr 2000  | Socorro       | LINEAR          | —         | MPC                           |
| 76539      | 2000 GN78  | 5 abr 2000  | Socorro       | LINEAR          | Brangane  | MPC                           |
| 76540      | 2000 GL79  | 5 abr 2000  | Socorro       | LINEAR          | —         | MPC                           |
| 76541      | 2000 GX79  | 6 abr 2000  | Socorro       | LINEAR          | —         | MPC                           |
| 76542      | 2000 GC81  | 6 abr 2000  | Socorro       | LINEAR          | —         | MPC                           |
| 76543      | 2000 GD81  | 13 abr 2000 | Socorro       | LINEAR          | —         | MPC                           |
| 76544      | 2000 GZ82  | 2 abr 2000  | Socorro       | LINEAR          | —         | MPC                           |
| 76545      | 2000 GE83  | 2 abr 2000  | Socorro       | LINEAR          | —         | MPC                           |
| 76546      | 2000 GF83  | 2 abr 2000  | Socorro       | LINEAR          | —         | MPC                           |
| 76547      | 2000 GS83  | 3 abr 2000  | Socorro       | LINEAR          | —         | MPC                           |
| 76548      | 2000 GV84  | 3 abr 2000  | Socorro       | LINEAR          | Phocaea   | MPC                           |
| 76549      | 2000 GG85  | 3 abr 2000  | Socorro       | LINEAR          | —         | MPC                           |
| 76550      | 2000 GH85  | 3 abr 2000  | Socorro       | LINEAR          | —         | MPC                           |
| 76551      | 2000 GG88  | 4 abr 2000  | Socorro       | LINEAR          | —         | MPC                           |
| 76552      | 2000 GM88  | 4 abr 2000  | Socorro       | LINEAR          | Ursula    | MPC                           |
| 76553      | 2000 GD89  | 4 abr 2000  | Socorro       | LINEAR          | —         | MPC                           |
| 76554      | 2000 GK93  | 5 abr 2000  | Socorro       | LINEAR          | Brangane  | MPC                           |
| 76555      | 2000 GW93  | 5 abr 2000  | Socorro       | LINEAR          | —         | MPC                           |
| 76556      | 2000 GV94  | 5 abr 2000  | Socorro       | LINEAR          | —         | MPC                           |
| 76557      | 2000 GB95  | 6 abr 2000  | Socorro       | LINEAR          | —         | MPC                           |
| 76558      | 2000 GC97  | 7 abr 2000  | Socorro       | LINEAR          | —         | MPC                           |
| 76559      | 2000 GF97  | 7 abr 2000  | Socorro       | LINEAR          | —         | MPC                           |
| 76560      | 2000 GR98  | 7 abr 2000  | Socorro       | LINEAR          | —         | MPC                           |
| 76561      | 2000 GG99  | 7 abr 2000  | Socorro       | LINEAR          | —         | MPC                           |
| 76562      | 2000 GW101 | 7 abr 2000  | Socorro       | LINEAR          | —         | MPC                           |
| 76563      | 2000 GT103 | 7 abr 2000  | Socorro       | LINEAR          | —         | MPC                           |
| 76564      | 2000 GO105 | 7 abr 2000  | Socorro       | LINEAR          | —         | MPC                           |
| 76565      | 2000 GR106 | 7 abr 2000  | Socorro       | LINEAR          | —         | MPC                           |
| 76566      | 2000 GB107 | 7 abr 2000  | Socorro       | LINEAR          | —         | MPC                           |
| 76567      | 2000 GD107 | 7 abr 2000  | Socorro       | LINEAR          | —         | MPC                           |
| 76568      | 2000 GC111 | 2 abr 2000  | Anderson Mesa | LONEOS          | —         | MPC                           |
| 76569      | 2000 GE111 | 2 abr 2000  | Anderson Mesa | LONEOS          | —         | MPC                           |
| 76570      | 2000 GF111 | 2 abr 2000  | Anderson Mesa | LONEOS          | —         | MPC                           |
| 76571      | 2000 GL112 | 3 abr 2000  | Socorro       | LINEAR          | —         | MPC                           |
| 76572      | 2000 GX113 | 7 abr 2000  | Socorro       | LINEAR          | —         | MPC                           |
| 76573      | 2000 GH114 | 7 abr 2000  | Socorro       | LINEAR          | —         | MPC                           |
| 76574      | 2000 GM114 | 7 abr 2000  | Socorro       | LINEAR          | —         | MPC                           |
| 76575      | 2000 GB115 | 8 abr 2000  | Socorro       | LINEAR          | —         | MPC                           |
| 76576      | 2000 GP118 | 3 abr 2000  | Kitt Peak     | Spacewatch      | —         | MPC                           |
| 76577      | 2000 GK122 | 7 abr 2000  | Kitt Peak     | Spacewatch      | —         | MPC                           |
| 76578      | 2000 GW123 | 7 abr 2000  | Socorro       | LINEAR          | —         | MPC                           |
| 76579      | 2000 GN124 | 7 abr 2000  | Socorro       | LINEAR          | —         | MPC                           |
| 76580      | 2000 GJ132 | 10 abr 2000 | Kitt Peak     | Spacewatch      | —         | MPC                           |
| 76581      | 2000 GC135 | 8 abr 2000  | Socorro       | LINEAR          | —         | MPC                           |
| 76582      | 2000 GV135 | 8 abr 2000  | Socorro       | LINEAR          | —         | MPC                           |
| 76583      | 2000 GF136 | 12 abr 2000 | Socorro       | LINEAR          | —         | MPC                           |
| 76584      | 2000 GC138 | 4 abr 2000  | Anderson Mesa | LONEOS          | —         | MPC                           |
| 76585      | 2000 GA140 | 4 abr 2000  | Anderson Mesa | LONEOS          | Brangane  | MPC                           |
| 76586      | 2000 GW141 | 7 abr 2000  | Anderson Mesa | LONEOS          | —         | MPC                           |
| 76587      | 2000 GZ141 | 7 abr 2000  | Anderson Mesa | LONEOS          | Phocaea   | MPC                           |
| 76588      | 2000 GK142 | 7 abr 2000  | Anderson Mesa | LONEOS          | —         | MPC                           |
| 76589      | 2000 GQ142 | 7 abr 2000  | Anderson Mesa | LONEOS          | Phocaea   | MPC                           |
| 76590      | 2000 GU142 | 7 abr 2000  | Anderson Mesa | LONEOS          | —         | MPC                           |
| 76591      | 2000 GJ143 | 7 abr 2000  | Anderson Mesa | LONEOS          | —         | MPC                           |
| 76592      | 2000 GO148 | 5 abr 2000  | Socorro       | LINEAR          | Ursula    | MPC                           |
| 76593      | 2000 GU154 | 6 abr 2000  | Anderson Mesa | LONEOS          | —         | MPC                           |
| 76594      | 2000 GB155 | 6 abr 2000  | Anderson Mesa | LONEOS          | Brangane  | MPC                           |
| 76595      | 2000 GL157 | 7 abr 2000  | Socorro       | LINEAR          | —         | MPC                           |
| 76596      | 2000 GN157 | 7 abr 2000  | Socorro       | LINEAR          | —         | MPC                           |
| 76597      | 2000 GP157 | 7 abr 2000  | Socorro       | LINEAR          | —         | MPC                           |
| 76598      | 2000 GS157 | 7 abr 2000  | Anderson Mesa | LONEOS          | —         | MPC                           |
| 76599      | 2000 GU157 | 7 abr 2000  | Anderson Mesa | LONEOS          | —         | MPC                           |
| 76600      | 2000 GB159 | 7 abr 2000  | Socorro       | LINEAR          | —         | MPC                           |

## 76601–76700
| Designação        | Designação | Descoberta  | Descoberta    | Descobridor(es)    | Categoria | Mais informações / Referência |
| Permanente        | Provisória | Data        | Local         | Descobridor(es)    | Categoria | Mais informações / Referência |
| ----------------- | ---------- | ----------- | ------------- | ------------------ | --------- | ----------------------------- |
| 76601             | 2000 GL159 | 7 abr 2000  | Socorro       | LINEAR             | —         | MPC                           |
| 76602             | 2000 GS159 | 7 abr 2000  | Socorro       | LINEAR             | Phocaea   | MPC                           |
| 76603             | 2000 GY159 | 7 abr 2000  | Socorro       | LINEAR             | —         | MPC                           |
| 76604             | 2000 GW160 | 7 abr 2000  | Anderson Mesa | LONEOS             | Brangane  | MPC                           |
| 76605             | 2000 GX161 | 7 abr 2000  | Anderson Mesa | LONEOS             | —         | MPC                           |
| 76606             | 2000 GC162 | 7 abr 2000  | Anderson Mesa | LONEOS             | —         | MPC                           |
| 76607             | 2000 GN162 | 8 abr 2000  | Socorro       | LINEAR             | —         | MPC                           |
| 76608             | 2000 GK163 | 10 abr 2000 | Socorro       | LINEAR             | Brangane  | MPC                           |
| 76609             | 2000 GQ163 | 10 abr 2000 | Haleakalā     | NEAT               | Phocaea   | MPC                           |
| 76610             | 2000 GU164 | 5 abr 2000  | Socorro       | LINEAR             | Brangane  | MPC                           |
| 76611             | 2000 GY165 | 5 abr 2000  | Socorro       | LINEAR             | —         | MPC                           |
| 76612             | 2000 GB167 | 4 abr 2000  | Anderson Mesa | LONEOS             | —         | MPC                           |
| 76613             | 2000 GQ167 | 4 abr 2000  | Socorro       | LINEAR             | —         | MPC                           |
| 76614             | 2000 GY167 | 4 abr 2000  | Anderson Mesa | LONEOS             | —         | MPC                           |
| 76615             | 2000 GP169 | 2 abr 2000  | Anderson Mesa | LONEOS             | —         | MPC                           |
| 76616             | 2000 GV172 | 2 abr 2000  | Anderson Mesa | LONEOS             | Brangane  | MPC                           |
| 76617             | 2000 GM173 | 5 abr 2000  | Anderson Mesa | LONEOS             | —         | MPC                           |
| 76618             | 2000 GY173 | 5 abr 2000  | Anderson Mesa | LONEOS             | —         | MPC                           |
| 76619             | 2000 GB174 | 5 abr 2000  | Anderson Mesa | LONEOS             | Brangane  | MPC                           |
| 76620             | 2000 GO175 | 2 abr 2000  | Anderson Mesa | LONEOS             | —         | MPC                           |
| 76621             | 2000 GF176 | 2 abr 2000  | Anderson Mesa | LONEOS             | —         | MPC                           |
| 76622             | 2000 GY176 | 3 abr 2000  | Kitt Peak     | Spacewatch         | Ursula    | MPC                           |
| 76623             | 2000 GS178 | 3 abr 2000  | Socorro       | LINEAR             | Phocaea   | MPC                           |
| 76624             | 2000 GW178 | 4 abr 2000  | Socorro       | LINEAR             | —         | MPC                           |
| 76625             | 2000 GC181 | 4 abr 2000  | Anderson Mesa | LONEOS             | —         | MPC                           |
| 76626             | 2000 GL182 | 2 abr 2000  | Kitt Peak     | Spacewatch         | Ursula    | MPC                           |
| 76627             | 2000 GT182 | 4 abr 2000  | Anderson Mesa | LONEOS             | —         | MPC                           |
| 76628 Kozí Hrádek | 2000 HC    | 22 abr 2000 | Kleť          | J. Tichá, M. Tichý | —         | MPC                           |
| 76629             | 2000 HG    | 23 abr 2000 | Kurohone      | T. Kobayashi       | Phocaea   | MPC                           |
| 76630             | 2000 HZ3   | 26 abr 2000 | Kitt Peak     | Spacewatch         | —         | MPC                           |
| 76631             | 2000 HX4   | 27 abr 2000 | Socorro       | LINEAR             | —         | MPC                           |
| 76632             | 2000 HJ6   | 24 abr 2000 | Kitt Peak     | Spacewatch         | —         | MPC                           |
| 76633             | 2000 HL6   | 24 abr 2000 | Kitt Peak     | Spacewatch         | —         | MPC                           |
| 76634             | 2000 HH9   | 27 abr 2000 | Socorro       | LINEAR             | —         | MPC                           |
| 76635             | 2000 HH10  | 27 abr 2000 | Socorro       | LINEAR             | —         | MPC                           |
| 76636             | 2000 HM11  | 28 abr 2000 | Socorro       | LINEAR             | —         | MPC                           |
| 76637             | 2000 HM12  | 28 abr 2000 | Socorro       | LINEAR             | —         | MPC                           |
| 76638             | 2000 HS14  | 29 abr 2000 | Prescott      | P. G. Comba        | —         | MPC                           |
| 76639             | 2000 HP15  | 29 abr 2000 | Socorro       | LINEAR             | —         | MPC                           |
| 76640             | 2000 HR15  | 29 abr 2000 | Socorro       | LINEAR             | —         | MPC                           |
| 76641             | 2000 HT20  | 27 abr 2000 | Socorro       | LINEAR             | —         | MPC                           |
| 76642             | 2000 HD21  | 27 abr 2000 | Socorro       | LINEAR             | Brangane  | MPC                           |
| 76643             | 2000 HH23  | 30 abr 2000 | Socorro       | LINEAR             | —         | MPC                           |
| 76644             | 2000 HY24  | 24 abr 2000 | Anderson Mesa | LONEOS             | —         | MPC                           |
| 76645             | 2000 HF25  | 24 abr 2000 | Anderson Mesa | LONEOS             | —         | MPC                           |
| 76646             | 2000 HY25  | 24 abr 2000 | Anderson Mesa | LONEOS             | —         | MPC                           |
| 76647             | 2000 HQ30  | 28 abr 2000 | Socorro       | LINEAR             | —         | MPC                           |
| 76648             | 2000 HH31  | 29 abr 2000 | Socorro       | LINEAR             | Eunomia   | MPC                           |
| 76649             | 2000 HU31  | 29 abr 2000 | Socorro       | LINEAR             | —         | MPC                           |
| 76650             | 2000 HW32  | 29 abr 2000 | Socorro       | LINEAR             | —         | MPC                           |
| 76651             | 2000 HV33  | 24 abr 2000 | Anderson Mesa | LONEOS             | —         | MPC                           |
| 76652             | 2000 HF35  | 27 abr 2000 | Socorro       | LINEAR             | —         | MPC                           |
| 76653             | 2000 HJ35  | 27 abr 2000 | Socorro       | LINEAR             | Brangane  | MPC                           |
| 76654             | 2000 HM35  | 27 abr 2000 | Socorro       | LINEAR             | —         | MPC                           |
| 76655             | 2000 HK36  | 28 abr 2000 | Socorro       | LINEAR             | —         | MPC                           |
| 76656             | 2000 HN36  | 28 abr 2000 | Socorro       | LINEAR             | Brangane  | MPC                           |
| 76657             | 2000 HU36  | 28 abr 2000 | Socorro       | LINEAR             | —         | MPC                           |
| 76658             | 2000 HV36  | 28 abr 2000 | Socorro       | LINEAR             | —         | MPC                           |
| 76659             | 2000 HX36  | 28 abr 2000 | Socorro       | LINEAR             | Phocaea   | MPC                           |
| 76660             | 2000 HC37  | 28 abr 2000 | Socorro       | LINEAR             | —         | MPC                           |
| 76661             | 2000 HP39  | 29 abr 2000 | Kitt Peak     | Spacewatch         | Brangane  | MPC                           |
| 76662             | 2000 HB41  | 28 abr 2000 | Socorro       | LINEAR             | —         | MPC                           |
| 76663             | 2000 HJ41  | 28 abr 2000 | Socorro       | LINEAR             | —         | MPC                           |
| 76664             | 2000 HT41  | 28 abr 2000 | Socorro       | LINEAR             | —         | MPC                           |
| 76665             | 2000 HZ41  | 28 abr 2000 | Anderson Mesa | LONEOS             | Flora     | MPC                           |
| 76666             | 2000 HV42  | 29 abr 2000 | Socorro       | LINEAR             | —         | MPC                           |
| 76667             | 2000 HW42  | 29 abr 2000 | Socorro       | LINEAR             | —         | MPC                           |
| 76668             | 2000 HA45  | 26 abr 2000 | Anderson Mesa | LONEOS             | —         | MPC                           |
| 76669             | 2000 HD51  | 29 abr 2000 | Socorro       | LINEAR             | —         | MPC                           |
| 76670             | 2000 HL53  | 29 abr 2000 | Socorro       | LINEAR             | —         | MPC                           |
| 76671             | 2000 HD54  | 29 abr 2000 | Socorro       | LINEAR             | —         | MPC                           |
| 76672             | 2000 HD56  | 24 abr 2000 | Anderson Mesa | LONEOS             | —         | MPC                           |
| 76673             | 2000 HL56  | 24 abr 2000 | Anderson Mesa | LONEOS             | —         | MPC                           |
| 76674             | 2000 HC58  | 24 abr 2000 | Kitt Peak     | Spacewatch         | —         | MPC                           |
| 76675             | 2000 HL61  | 25 abr 2000 | Anderson Mesa | LONEOS             | —         | MPC                           |
| 76676             | 2000 HH62  | 25 abr 2000 | Kitt Peak     | Spacewatch         | —         | MPC                           |
| 76677             | 2000 HU62  | 26 abr 2000 | Anderson Mesa | LONEOS             | —         | MPC                           |
| 76678             | 2000 HA63  | 26 abr 2000 | Anderson Mesa | LONEOS             | Ursula    | MPC                           |
| 76679             | 2000 HV63  | 26 abr 2000 | Anderson Mesa | LONEOS             | —         | MPC                           |
| 76680             | 2000 HD64  | 26 abr 2000 | Anderson Mesa | LONEOS             | —         | MPC                           |
| 76681             | 2000 HR66  | 26 abr 2000 | Kitt Peak     | Spacewatch         | —         | MPC                           |
| 76682             | 2000 HV66  | 26 abr 2000 | Kitt Peak     | Spacewatch         | —         | MPC                           |
| 76683             | 2000 HN68  | 28 abr 2000 | Kitt Peak     | Spacewatch         | —         | MPC                           |
| 76684             | 2000 HS70  | 26 abr 2000 | Anderson Mesa | LONEOS             | —         | MPC                           |
| 76685             | 2000 HA72  | 25 abr 2000 | Anderson Mesa | LONEOS             | —         | MPC                           |
| 76686             | 2000 HN72  | 26 abr 2000 | Anderson Mesa | LONEOS             | —         | MPC                           |
| 76687             | 2000 HA73  | 27 abr 2000 | Anderson Mesa | LONEOS             | Phocaea   | MPC                           |
| 76688             | 2000 HB73  | 27 abr 2000 | Anderson Mesa | LONEOS             | —         | MPC                           |
| 76689             | 2000 HL73  | 27 abr 2000 | Anderson Mesa | LONEOS             | —         | MPC                           |
| 76690             | 2000 HZ73  | 28 abr 2000 | Socorro       | LINEAR             | —         | MPC                           |
| 76691             | 2000 HU75  | 27 abr 2000 | Socorro       | LINEAR             | —         | MPC                           |
| 76692             | 2000 HY75  | 27 abr 2000 | Socorro       | LINEAR             | —         | MPC                           |
| 76693             | 2000 HD79  | 28 abr 2000 | Anderson Mesa | LONEOS             | —         | MPC                           |
| 76694             | 2000 HZ79  | 28 abr 2000 | Anderson Mesa | LONEOS             | —         | MPC                           |
| 76695             | 2000 HE80  | 28 abr 2000 | Anderson Mesa | LONEOS             | —         | MPC                           |
| 76696             | 2000 HT81  | 29 abr 2000 | Socorro       | LINEAR             | —         | MPC                           |
| 76697             | 2000 HG83  | 29 abr 2000 | Anderson Mesa | LONEOS             | —         | MPC                           |
| 76698             | 2000 HP83  | 30 abr 2000 | Anderson Mesa | LONEOS             | —         | MPC                           |
| 76699             | 2000 HK85  | 30 abr 2000 | Anderson Mesa | LONEOS             | —         | MPC                           |
| 76700             | 2000 HQ86  | 30 abr 2000 | Anderson Mesa | LONEOS             | —         | MPC                           |

## 76701–76800
| Designação  | Designação | Descoberta  | Descoberta    | Descobridor(es) | Categoria | Mais informações / Referência |
| Permanente  | Provisória | Data        | Local         | Descobridor(es) | Categoria | Mais informações / Referência |
| ----------- | ---------- | ----------- | ------------- | --------------- | --------- | ----------------------------- |
| 76701       | 2000 HQ87  | 27 abr 2000 | Socorro       | LINEAR          | Brangane  | MPC                           |
| 76702       | 2000 HR87  | 27 abr 2000 | Socorro       | LINEAR          | —         | MPC                           |
| 76703       | 2000 HT87  | 27 abr 2000 | Socorro       | LINEAR          | —         | MPC                           |
| 76704       | 2000 HT88  | 29 abr 2000 | Socorro       | LINEAR          | —         | MPC                           |
| 76705       | 2000 HV89  | 29 abr 2000 | Socorro       | LINEAR          | Brangane  | MPC                           |
| 76706       | 2000 HV92  | 29 abr 2000 | Socorro       | LINEAR          | —         | MPC                           |
| 76707       | 2000 HC94  | 29 abr 2000 | Anderson Mesa | LONEOS          | —         | MPC                           |
| 76708       | 2000 HE101 | 25 abr 2000 | Anderson Mesa | LONEOS          | —         | MPC                           |
| 76709       | 2000 HB103 | 27 abr 2000 | Anderson Mesa | LONEOS          | —         | MPC                           |
| 76710       | 2000 HC105 | 28 abr 2000 | Anderson Mesa | LONEOS          | —         | MPC                           |
| 76711       | 2000 JY2   | 3 mai 2000  | Socorro       | LINEAR          | —         | MPC                           |
| 76712       | 2000 JX4   | 3 mai 2000  | Kitt Peak     | Spacewatch      | Brangane  | MPC                           |
| 76713 Wudia | 2000 JT8   | 6 mai 2000  | Ondřejov      | Ondřejov Obs.   | —         | MPC                           |
| 76714       | 2000 JZ9   | 5 mai 2000  | Socorro       | LINEAR          | —         | MPC                           |
| 76715       | 2000 JK11  | 3 mai 2000  | Socorro       | LINEAR          | —         | MPC                           |
| 76716       | 2000 JF12  | 5 mai 2000  | Socorro       | LINEAR          | —         | MPC                           |
| 76717       | 2000 JP16  | 5 mai 2000  | Socorro       | LINEAR          | —         | MPC                           |
| 76718       | 2000 JW16  | 5 mai 2000  | Socorro       | LINEAR          | —         | MPC                           |
| 76719       | 2000 JJ18  | 2 mai 2000  | Socorro       | LINEAR          | —         | MPC                           |
| 76720       | 2000 JJ19  | 4 mai 2000  | Socorro       | LINEAR          | —         | MPC                           |
| 76721       | 2000 JW22  | 7 mai 2000  | Socorro       | LINEAR          | —         | MPC                           |
| 76722       | 2000 JJ23  | 7 mai 2000  | Socorro       | LINEAR          | —         | MPC                           |
| 76723       | 2000 JL23  | 7 mai 2000  | Socorro       | LINEAR          | —         | MPC                           |
| 76724       | 2000 JT25  | 7 mai 2000  | Socorro       | LINEAR          | —         | MPC                           |
| 76725       | 2000 JJ28  | 7 mai 2000  | Socorro       | LINEAR          | Brangane  | MPC                           |
| 76726       | 2000 JK28  | 7 mai 2000  | Socorro       | LINEAR          | —         | MPC                           |
| 76727       | 2000 JE30  | 7 mai 2000  | Socorro       | LINEAR          | —         | MPC                           |
| 76728       | 2000 JE36  | 7 mai 2000  | Socorro       | LINEAR          | —         | MPC                           |
| 76729       | 2000 JZ39  | 7 mai 2000  | Socorro       | LINEAR          | —         | MPC                           |
| 76730       | 2000 JA40  | 7 mai 2000  | Socorro       | LINEAR          | —         | MPC                           |
| 76731       | 2000 JH46  | 7 mai 2000  | Socorro       | LINEAR          | Brangane  | MPC                           |
| 76732       | 2000 JZ53  | 6 mai 2000  | Socorro       | LINEAR          | —         | MPC                           |
| 76733       | 2000 JG54  | 6 mai 2000  | Socorro       | LINEAR          | —         | MPC                           |
| 76734       | 2000 JK54  | 6 mai 2000  | Socorro       | LINEAR          | —         | MPC                           |
| 76735       | 2000 JN54  | 6 mai 2000  | Socorro       | LINEAR          | —         | MPC                           |
| 76736       | 2000 JA55  | 6 mai 2000  | Socorro       | LINEAR          | —         | MPC                           |
| 76737       | 2000 JG55  | 6 mai 2000  | Socorro       | LINEAR          | —         | MPC                           |
| 76738       | 2000 JV59  | 7 mai 2000  | Socorro       | LINEAR          | —         | MPC                           |
| 76739       | 2000 JV61  | 7 mai 2000  | Socorro       | LINEAR          | —         | MPC                           |
| 76740       | 2000 JJ64  | 4 mai 2000  | Anderson Mesa | LONEOS          | —         | MPC                           |
| 76741       | 2000 JM65  | 6 mai 2000  | Socorro       | LINEAR          | —         | MPC                           |
| 76742       | 2000 JN65  | 6 mai 2000  | Socorro       | LINEAR          | —         | MPC                           |
| 76743       | 2000 JG66  | 6 mai 2000  | Socorro       | LINEAR          | —         | MPC                           |
| 76744       | 2000 JZ68  | 1 mai 2000  | Anderson Mesa | LONEOS          | —         | MPC                           |
| 76745       | 2000 JE70  | 3 mai 2000  | Socorro       | LINEAR          | —         | MPC                           |
| 76746       | 2000 JJ70  | 1 mai 2000  | Anderson Mesa | LONEOS          | —         | MPC                           |
| 76747       | 2000 JO72  | 2 mai 2000  | Anderson Mesa | LONEOS          | Brangane  | MPC                           |
| 76748       | 2000 JS72  | 2 mai 2000  | Anderson Mesa | LONEOS          | —         | MPC                           |
| 76749       | 2000 JV73  | 2 mai 2000  | Anderson Mesa | LONEOS          | —         | MPC                           |
| 76750       | 2000 JX73  | 2 mai 2000  | Kitt Peak     | Spacewatch      | Juno      | MPC                           |
| 76751       | 2000 JR79  | 5 mai 2000  | Socorro       | LINEAR          | —         | MPC                           |
| 76752       | 2000 JB82  | 7 mai 2000  | Anderson Mesa | LONEOS          | —         | MPC                           |
| 76753       | 2000 JB83  | 7 mai 2000  | Socorro       | LINEAR          | —         | MPC                           |
| 76754       | 2000 JQ83  | 6 mai 2000  | Socorro       | LINEAR          | Brangane  | MPC                           |
| 76755       | 2000 KD1   | 25 mai 2000 | Kitt Peak     | Spacewatch      | —         | MPC                           |
| 76756       | 2000 KR2   | 26 mai 2000 | Socorro       | LINEAR          | —         | MPC                           |
| 76757       | 2000 KU5   | 27 mai 2000 | Socorro       | LINEAR          | Themis    | MPC                           |
| 76758       | 2000 KZ6   | 27 mai 2000 | Socorro       | LINEAR          | —         | MPC                           |
| 76759       | 2000 KA9   | 28 mai 2000 | Socorro       | LINEAR          | —         | MPC                           |
| 76760       | 2000 KY12  | 28 mai 2000 | Socorro       | LINEAR          | —         | MPC                           |
| 76761       | 2000 KY13  | 28 mai 2000 | Socorro       | LINEAR          | —         | MPC                           |
| 76762       | 2000 KH14  | 28 mai 2000 | Socorro       | LINEAR          | —         | MPC                           |
| 76763       | 2000 KD18  | 28 mai 2000 | Socorro       | LINEAR          | —         | MPC                           |
| 76764       | 2000 KE24  | 28 mai 2000 | Socorro       | LINEAR          | —         | MPC                           |
| 76765       | 2000 KQ26  | 28 mai 2000 | Socorro       | LINEAR          | —         | MPC                           |
| 76766       | 2000 KO29  | 28 mai 2000 | Socorro       | LINEAR          | —         | MPC                           |
| 76767       | 2000 KG30  | 28 mai 2000 | Socorro       | LINEAR          | —         | MPC                           |
| 76768       | 2000 KR31  | 28 mai 2000 | Socorro       | LINEAR          | —         | MPC                           |
| 76769       | 2000 KC34  | 26 mai 2000 | Socorro       | LINEAR          | Flora     | MPC                           |
| 76770       | 2000 KZ43  | 26 mai 2000 | Črni Vrh      | Črni Vrh        | —         | MPC                           |
| 76771       | 2000 KG46  | 27 mai 2000 | Socorro       | LINEAR          | —         | MPC                           |
| 76772       | 2000 KJ47  | 28 mai 2000 | Socorro       | LINEAR          | —         | MPC                           |
| 76773       | 2000 KS53  | 26 mai 2000 | Anderson Mesa | LONEOS          | —         | MPC                           |
| 76774       | 2000 KS58  | 24 mai 2000 | Anderson Mesa | LONEOS          | —         | MPC                           |
| 76775       | 2000 KT58  | 24 mai 2000 | Anderson Mesa | LONEOS          | —         | MPC                           |
| 76776       | 2000 KU58  | 24 mai 2000 | Anderson Mesa | LONEOS          | —         | MPC                           |
| 76777       | 2000 KR59  | 25 mai 2000 | Anderson Mesa | LONEOS          | —         | MPC                           |
| 76778       | 2000 KZ60  | 25 mai 2000 | Anderson Mesa | LONEOS          | —         | MPC                           |
| 76779       | 2000 KA62  | 26 mai 2000 | Anderson Mesa | LONEOS          | —         | MPC                           |
| 76780       | 2000 KH64  | 26 mai 2000 | Anderson Mesa | LONEOS          | —         | MPC                           |
| 76781       | 2000 KU65  | 27 mai 2000 | Anderson Mesa | LONEOS          | —         | MPC                           |
| 76782       | 2000 KP67  | 31 mai 2000 | Anderson Mesa | LONEOS          | —         | MPC                           |
| 76783       | 2000 KH71  | 28 mai 2000 | Socorro       | LINEAR          | —         | MPC                           |
| 76784       | 2000 KR71  | 28 mai 2000 | Socorro       | LINEAR          | —         | MPC                           |
| 76785       | 2000 KL72  | 28 mai 2000 | Socorro       | LINEAR          | —         | MPC                           |
| 76786       | 2000 LT9   | 6 jun 2000  | Socorro       | LINEAR          | —         | MPC                           |
| 76787       | 2000 LC13  | 5 jun 2000  | Socorro       | LINEAR          | —         | MPC                           |
| 76788       | 2000 LX13  | 6 jun 2000  | Socorro       | LINEAR          | —         | MPC                           |
| 76789       | 2000 LG16  | 8 jun 2000  | Socorro       | LINEAR          | —         | MPC                           |
| 76790       | 2000 LR19  | 8 jun 2000  | Socorro       | LINEAR          | —         | MPC                           |
| 76791       | 2000 LQ24  | 1 jun 2000  | Socorro       | LINEAR          | —         | MPC                           |
| 76792       | 2000 LR24  | 1 jun 2000  | Socorro       | LINEAR          | —         | MPC                           |
| 76793       | 2000 LX26  | 5 jun 2000  | Anderson Mesa | LONEOS          | Ursula    | MPC                           |
| 76794       | 2000 LY31  | 5 jun 2000  | Anderson Mesa | LONEOS          | —         | MPC                           |
| 76795       | 2000 LN32  | 4 jun 2000  | Socorro       | LINEAR          | —         | MPC                           |
| 76796       | 2000 LT32  | 4 jun 2000  | Socorro       | LINEAR          | —         | MPC                           |
| 76797       | 2000 LG36  | 1 jun 2000  | Haleakalā     | NEAT            | —         | MPC                           |
| 76798       | 2000 NT4   | 7 jul 2000  | Socorro       | LINEAR          | —         | MPC                           |
| 76799       | 2000 OR34  | 30 jul 2000 | Socorro       | LINEAR          | —         | MPC                           |
| 76800       | 2000 OQ35  | 31 jul 2000 | Socorro       | LINEAR          | —         | MPC                           |

## 76801–76900
| Designação | Designação | Descoberta  | Descoberta     | Descobridor(es) | Categoria | Mais informações / Referência |
| Permanente | Provisória | Data        | Local          | Descobridor(es) | Categoria | Mais informações / Referência |
| ---------- | ---------- | ----------- | -------------- | --------------- | --------- | ----------------------------- |
| 76801      | 2000 PF24  | 2 ago 2000  | Socorro        | LINEAR          | —         | MPC                           |
| 76802      | 2000 PV27  | 9 ago 2000  | Socorro        | LINEAR          | —         | MPC                           |
| 76803      | 2000 PK30  | 5 ago 2000  | Mauna Kea      | M. J. Holman    | —         | MPC                           |
| 76804      | 2000 QE    | 20 ago 2000 | Anderson Mesa  | LONEOS          | —         | MPC                           |
| 76805      | 2000 QY14  | 24 ago 2000 | Socorro        | LINEAR          | Juno      | MPC                           |
| 76806      | 2000 QS24  | 25 ago 2000 | Socorro        | LINEAR          | Brangane  | MPC                           |
| 76807      | 2000 QT25  | 26 ago 2000 | Socorro        | LINEAR          | Juno      | MPC                           |
| 76808      | 2000 QW34  | 28 ago 2000 | Socorro        | LINEAR          | —         | MPC                           |
| 76809      | 2000 QQ46  | 24 ago 2000 | Socorro        | LINEAR          | —         | MPC                           |
| 76810      | 2000 QC50  | 24 ago 2000 | Socorro        | LINEAR          | —         | MPC                           |
| 76811      | 2000 QK57  | 26 ago 2000 | Socorro        | LINEAR          | Juno      | MPC                           |
| 76812      | 2000 QQ84  | 25 ago 2000 | Socorro        | LINEAR          | —         | MPC                           |
| 76813      | 2000 QC164 | 31 ago 2000 | Socorro        | LINEAR          | —         | MPC                           |
| 76814      | 2000 QL164 | 31 ago 2000 | Socorro        | LINEAR          | Chimaera  | MPC                           |
| 76815      | 2000 QE181 | 31 ago 2000 | Socorro        | LINEAR          | Juno      | MPC                           |
| 76816      | 2000 RL37  | 3 set 2000  | Socorro        | LINEAR          | —         | MPC                           |
| 76817      | 2000 RX43  | 3 set 2000  | Socorro        | LINEAR          | Brangane  | MPC                           |
| 76818      | 2000 RG79  | 8 set 2000  | Socorro        | LINEAR          | Juno      | MPC                           |
| 76819      | 2000 RQ91  | 3 set 2000  | Socorro        | LINEAR          | —         | MPC                           |
| 76820      | 2000 RW105 | 4 set 2000  | Anderson Mesa  | LONEOS          | —         | MPC                           |
| 76821      | 2000 SY8   | 21 set 2000 | Socorro        | LINEAR          | Juno      | MPC                           |
| 76822      | 2000 SA51  | 23 set 2000 | Socorro        | LINEAR          | Juno      | MPC                           |
| 76823      | 2000 SN60  | 24 set 2000 | Socorro        | LINEAR          | —         | MPC                           |
| 76824      | 2000 SA89  | 25 set 2000 | Socorro        | LINEAR          | —         | MPC                           |
| 76825      | 2000 SR125 | 24 set 2000 | Socorro        | LINEAR          | —         | MPC                           |
| 76826      | 2000 SW131 | 22 set 2000 | Socorro        | LINEAR          | —         | MPC                           |
| 76827      | 2000 SC158 | 27 set 2000 | Socorro        | LINEAR          | Juno      | MPC                           |
| 76828      | 2000 SL161 | 28 set 2000 | Socorro        | LINEAR          | —         | MPC                           |
| 76829      | 2000 ST166 | 23 set 2000 | Socorro        | LINEAR          | —         | MPC                           |
| 76830      | 2000 SA182 | 19 set 2000 | Kvistaberg     | UDAS            | —         | MPC                           |
| 76831      | 2000 ST222 | 27 set 2000 | Socorro        | LINEAR          | —         | MPC                           |
| 76832      | 2000 SM226 | 27 set 2000 | Socorro        | LINEAR          | Juno      | MPC                           |
| 76833      | 2000 SQ232 | 28 set 2000 | Socorro        | LINEAR          | —         | MPC                           |
| 76834      | 2000 SA244 | 24 set 2000 | Socorro        | LINEAR          | —         | MPC                           |
| 76835      | 2000 SH255 | 24 set 2000 | Socorro        | LINEAR          | —         | MPC                           |
| 76836      | 2000 SB310 | 26 set 2000 | Socorro        | LINEAR          | —         | MPC                           |
| 76837      | 2000 SL316 | 30 set 2000 | Socorro        | LINEAR          | —         | MPC                           |
| 76838      | 2000 ST347 | 22 set 2000 | Socorro        | LINEAR          | —         | MPC                           |
| 76839      | 2000 SM354 | 29 set 2000 | Anderson Mesa  | LONEOS          | Juno      | MPC                           |
| 76840      | 2000 TU3   | 1 out 2000  | Socorro        | LINEAR          | —         | MPC                           |
| 76841      | 2000 TC33  | 4 out 2000  | Socorro        | LINEAR          | Juno      | MPC                           |
| 76842      | 2000 TQ33  | 4 out 2000  | Socorro        | LINEAR          | —         | MPC                           |
| 76843      | 2000 TP41  | 1 out 2000  | Socorro        | LINEAR          | —         | MPC                           |
| 76844      | 2000 UC40  | 24 out 2000 | Socorro        | LINEAR          | —         | MPC                           |
| 76845      | 2000 VJ2   | 1 nov 2000  | Socorro        | LINEAR          | —         | MPC                           |
| 76846      | 2000 VK10  | 1 nov 2000  | Socorro        | LINEAR          | —         | MPC                           |
| 76847      | 2000 VX31  | 1 nov 2000  | Socorro        | LINEAR          | —         | MPC                           |
| 76848      | 2000 WO3   | 17 nov 2000 | Socorro        | LINEAR          | Juno      | MPC                           |
| 76849      | 2000 WL6   | 20 nov 2000 | Farpoint       | Farpoint Obs.   | —         | MPC                           |
| 76850      | 2000 WE13  | 21 nov 2000 | Socorro        | LINEAR          | —         | MPC                           |
| 76851      | 2000 WJ18  | 21 nov 2000 | Socorro        | LINEAR          | —         | MPC                           |
| 76852      | 2000 WD20  | 24 nov 2000 | Kitt Peak      | Spacewatch      | —         | MPC                           |
| 76853      | 2000 WE25  | 20 nov 2000 | Socorro        | LINEAR          | —         | MPC                           |
| 76854      | 2000 WX49  | 25 nov 2000 | Socorro        | LINEAR          | —         | MPC                           |
| 76855      | 2000 WD63  | 28 nov 2000 | Fountain Hills | C. W. Juels     | —         | MPC                           |
| 76856      | 2000 WQ96  | 21 nov 2000 | Socorro        | LINEAR          | —         | MPC                           |
| 76857      | 2000 WE132 | 18 nov 2000 | Socorro        | LINEAR          | —         | MPC                           |
| 76858      | 2000 WK141 | 19 nov 2000 | Socorro        | LINEAR          | Juno      | MPC                           |
| 76859      | 2000 WV145 | 22 nov 2000 | Haleakalā      | NEAT            | —         | MPC                           |
| 76860      | 2000 WK178 | 28 nov 2000 | Kitt Peak      | Spacewatch      | —         | MPC                           |
| 76861      | 2000 WX185 | 28 nov 2000 | Anderson Mesa  | LONEOS          | Juno      | MPC                           |
| 76862      | 2000 XK7   | 1 dez 2000  | Socorro        | LINEAR          | —         | MPC                           |
| 76863      | 2000 XD13  | 4 dez 2000  | Socorro        | LINEAR          | —         | MPC                           |
| 76864      | 2000 XR13  | 4 dez 2000  | Socorro        | LINEAR          | —         | MPC                           |
| 76865      | 2000 XW38  | 5 dez 2000  | Socorro        | LINEAR          | Juno      | MPC                           |
| 76866      | 2000 XK49  | 4 dez 2000  | Socorro        | LINEAR          | —         | MPC                           |
| 76867      | 2000 YM5   | 19 dez 2000 | Haleakalā      | NEAT            | —         | MPC                           |
| 76868      | 2000 YC11  | 22 dez 2000 | Socorro        | LINEAR          | —         | MPC                           |
| 76869      | 2000 YB20  | 27 dez 2000 | Desert Beaver  | W. K. Y. Yeung  | —         | MPC                           |
| 76870      | 2000 YP21  | 22 dez 2000 | Anderson Mesa  | LONEOS          | —         | MPC                           |
| 76871      | 2000 YZ28  | 29 dez 2000 | Haleakalā      | NEAT            | —         | MPC                           |
| 76872      | 2000 YP30  | 29 dez 2000 | Haleakala      | NEAT            | —         | MPC                           |
| 76873      | 2000 YF32  | 30 dez 2000 | Socorro        | LINEAR          | —         | MPC                           |
| 76874      | 2000 YR32  | 30 dez 2000 | Socorro        | LINEAR          | —         | MPC                           |
| 76875      | 2000 YT32  | 30 dez 2000 | Socorro        | LINEAR          | —         | MPC                           |
| 76876      | 2000 YU32  | 30 dez 2000 | Socorro        | LINEAR          | —         | MPC                           |
| 76877      | 2000 YD36  | 30 dez 2000 | Socorro        | LINEAR          | —         | MPC                           |
| 76878      | 2000 YT44  | 30 dez 2000 | Socorro        | LINEAR          | —         | MPC                           |
| 76879      | 2000 YG47  | 30 dez 2000 | Socorro        | LINEAR          | —         | MPC                           |
| 76880      | 2000 YG51  | 30 dez 2000 | Socorro        | LINEAR          | —         | MPC                           |
| 76881      | 2000 YR51  | 30 dez 2000 | Socorro        | LINEAR          | —         | MPC                           |
| 76882      | 2000 YA54  | 30 dez 2000 | Socorro        | LINEAR          | —         | MPC                           |
| 76883      | 2000 YE54  | 30 dez 2000 | Socorro        | LINEAR          | —         | MPC                           |
| 76884      | 2000 YJ61  | 30 dez 2000 | Socorro        | LINEAR          | —         | MPC                           |
| 76885      | 2000 YB63  | 30 dez 2000 | Socorro        | LINEAR          | —         | MPC                           |
| 76886      | 2000 YL64  | 30 dez 2000 | Socorro        | LINEAR          | —         | MPC                           |
| 76887      | 2000 YM88  | 30 dez 2000 | Socorro        | LINEAR          | —         | MPC                           |
| 76888      | 2000 YW94  | 30 dez 2000 | Socorro        | LINEAR          | —         | MPC                           |
| 76889      | 2000 YK97  | 30 dez 2000 | Socorro        | LINEAR          | —         | MPC                           |
| 76890      | 2000 YT98  | 30 dez 2000 | Socorro        | LINEAR          | —         | MPC                           |
| 76891      | 2000 YM99  | 30 dez 2000 | Socorro        | LINEAR          | —         | MPC                           |
| 76892      | 2000 YP99  | 30 dez 2000 | Socorro        | LINEAR          | —         | MPC                           |
| 76893      | 2000 YQ99  | 30 dez 2000 | Socorro        | LINEAR          | —         | MPC                           |
| 76894      | 2000 YT99  | 30 dez 2000 | Socorro        | LINEAR          | —         | MPC                           |
| 76895      | 2000 YX103 | 28 dez 2000 | Socorro        | LINEAR          | —         | MPC                           |
| 76896      | 2000 YA105 | 28 dez 2000 | Socorro        | LINEAR          | —         | MPC                           |
| 76897      | 2000 YO105 | 28 dez 2000 | Socorro        | LINEAR          | —         | MPC                           |
| 76898      | 2000 YS105 | 28 dez 2000 | Socorro        | LINEAR          | —         | MPC                           |
| 76899      | 2000 YU105 | 28 dez 2000 | Socorro        | LINEAR          | —         | MPC                           |
| 76900      | 2000 YB107 | 30 dez 2000 | Socorro        | LINEAR          | —         | MPC                           |

## 76901–77000
| Designação | Designação | Descoberta  | Descoberta    | Descobridor(es) | Categoria | Mais informações / Referência |
| Permanente | Provisória | Data        | Local         | Descobridor(es) | Categoria | Mais informações / Referência |
| ---------- | ---------- | ----------- | ------------- | --------------- | --------- | ----------------------------- |
| 76901      | 2000 YE110 | 30 dez 2000 | Socorro       | LINEAR          | —         | MPC                           |
| 76902      | 2000 YT110 | 30 dez 2000 | Socorro       | LINEAR          | —         | MPC                           |
| 76903      | 2000 YV111 | 30 dez 2000 | Socorro       | LINEAR          | —         | MPC                           |
| 76904      | 2000 YO112 | 30 dez 2000 | Socorro       | LINEAR          | —         | MPC                           |
| 76905      | 2000 YU116 | 30 dez 2000 | Socorro       | LINEAR          | —         | MPC                           |
| 76906      | 2000 YC120 | 19 dez 2000 | Anderson Mesa | LONEOS          | Juno      | MPC                           |
| 76907      | 2000 YO123 | 28 dez 2000 | Socorro       | LINEAR          | —         | MPC                           |
| 76908      | 2000 YG126 | 29 dez 2000 | Anderson Mesa | LONEOS          | —         | MPC                           |
| 76909      | 2000 YK127 | 29 dez 2000 | Haleakalā     | NEAT            | —         | MPC                           |
| 76910      | 2000 YX128 | 29 dez 2000 | Haleakala     | NEAT            | —         | MPC                           |
| 76911      | 2000 YC133 | 30 dez 2000 | Anderson Mesa | LONEOS          | —         | MPC                           |
| 76912      | 2000 YZ135 | 22 dez 2000 | Anderson Mesa | LONEOS          | —         | MPC                           |
| 76913      | 2000 YO138 | 26 dez 2000 | Kitt Peak     | Spacewatch      | —         | MPC                           |
| 76914      | 2000 YP138 | 26 dez 2000 | Kitt Peak     | Spacewatch      | —         | MPC                           |
| 76915      | 2000 YC139 | 27 dez 2000 | Haleakalā     | NEAT            | —         | MPC                           |
| 76916      | 2001 AB    | 1 jan 2001  | Kitt Peak     | Spacewatch      | —         | MPC                           |
| 76917      | 2001 AN4   | 2 jan 2001  | Socorro       | LINEAR          | —         | MPC                           |
| 76918      | 2001 AC5   | 2 jan 2001  | Socorro       | LINEAR          | —         | MPC                           |
| 76919      | 2001 AE12  | 2 jan 2001  | Socorro       | LINEAR          | —         | MPC                           |
| 76920      | 2001 AM12  | 2 jan 2001  | Socorro       | LINEAR          | —         | MPC                           |
| 76921      | 2001 AA15  | 2 jan 2001  | Socorro       | LINEAR          | —         | MPC                           |
| 76922      | 2001 AH15  | 2 jan 2001  | Socorro       | LINEAR          | —         | MPC                           |
| 76923      | 2001 AN16  | 2 jan 2001  | Socorro       | LINEAR          | —         | MPC                           |
| 76924      | 2001 AJ21  | 3 jan 2001  | Socorro       | LINEAR          | —         | MPC                           |
| 76925      | 2001 AQ21  | 3 jan 2001  | Socorro       | LINEAR          | —         | MPC                           |
| 76926      | 2001 AA24  | 3 jan 2001  | Socorro       | LINEAR          | —         | MPC                           |
| 76927      | 2001 AJ25  | 4 jan 2001  | Socorro       | LINEAR          | —         | MPC                           |
| 76928      | 2001 AP25  | 5 jan 2001  | Socorro       | LINEAR          | Juno      | MPC                           |
| 76929      | 2001 AX34  | 4 jan 2001  | Socorro       | LINEAR          | —         | MPC                           |
| 76930      | 2001 AE39  | 2 jan 2001  | Kitt Peak     | Spacewatch      | —         | MPC                           |
| 76931      | 2001 AB40  | 3 jan 2001  | Anderson Mesa | LONEOS          | —         | MPC                           |
| 76932      | 2001 AN42  | 4 jan 2001  | Anderson Mesa | LONEOS          | —         | MPC                           |
| 76933      | 2001 AE44  | 6 jan 2001  | Socorro       | LINEAR          | —         | MPC                           |
| 76934      | 2001 AS44  | 15 jan 2001 | Oizumi        | T. Kobayashi    | —         | MPC                           |
| 76935      | 2001 AY44  | 15 jan 2001 | Oizumi        | T. Kobayashi    | —         | MPC                           |
| 76936      | 2001 AF49  | 15 jan 2001 | Socorro       | LINEAR          | —         | MPC                           |
| 76937      | 2001 BA1   | 17 jan 2001 | Oizumi        | T. Kobayashi    | —         | MPC                           |
| 76938      | 2001 BR1   | 17 jan 2001 | Kitt Peak     | Spacewatch      | —         | MPC                           |
| 76939      | 2001 BF3   | 17 jan 2001 | Socorro       | LINEAR          | —         | MPC                           |
| 76940      | 2001 BR3   | 18 jan 2001 | Socorro       | LINEAR          | —         | MPC                           |
| 76941      | 2001 BA5   | 18 jan 2001 | Socorro       | LINEAR          | —         | MPC                           |
| 76942      | 2001 BM13  | 21 jan 2001 | Socorro       | LINEAR          | —         | MPC                           |
| 76943      | 2001 BS14  | 21 jan 2001 | Oizumi        | T. Kobayashi    | —         | MPC                           |
| 76944      | 2001 BH15  | 21 jan 2001 | Oizumi        | T. Kobayashi    | —         | MPC                           |
| 76945      | 2001 BX17  | 19 jan 2001 | Socorro       | LINEAR          | —         | MPC                           |
| 76946      | 2001 BQ18  | 19 jan 2001 | Socorro       | LINEAR          | —         | MPC                           |
| 76947      | 2001 BF19  | 19 jan 2001 | Socorro       | LINEAR          | —         | MPC                           |
| 76948      | 2001 BH20  | 19 jan 2001 | Socorro       | LINEAR          | —         | MPC                           |
| 76949      | 2001 BJ20  | 19 jan 2001 | Socorro       | LINEAR          | —         | MPC                           |
| 76950      | 2001 BU26  | 20 jan 2001 | Socorro       | LINEAR          | —         | MPC                           |
| 76951      | 2001 BV27  | 20 jan 2001 | Socorro       | LINEAR          | —         | MPC                           |
| 76952      | 2001 BY27  | 20 jan 2001 | Socorro       | LINEAR          | —         | MPC                           |
| 76953      | 2001 BB28  | 20 jan 2001 | Socorro       | LINEAR          | —         | MPC                           |
| 76954      | 2001 BJ28  | 20 jan 2001 | Socorro       | LINEAR          | —         | MPC                           |
| 76955      | 2001 BK31  | 20 jan 2001 | Socorro       | LINEAR          | —         | MPC                           |
| 76956      | 2001 BQ32  | 20 jan 2001 | Socorro       | LINEAR          | —         | MPC                           |
| 76957      | 2001 BV32  | 20 jan 2001 | Socorro       | LINEAR          | —         | MPC                           |
| 76958      | 2001 BZ32  | 20 jan 2001 | Socorro       | LINEAR          | —         | MPC                           |
| 76959      | 2001 BA33  | 20 jan 2001 | Socorro       | LINEAR          | —         | MPC                           |
| 76960      | 2001 BG33  | 20 jan 2001 | Socorro       | LINEAR          | —         | MPC                           |
| 76961      | 2001 BT33  | 20 jan 2001 | Socorro       | LINEAR          | —         | MPC                           |
| 76962      | 2001 BS34  | 20 jan 2001 | Socorro       | LINEAR          | —         | MPC                           |
| 76963      | 2001 BX35  | 18 jan 2001 | Socorro       | LINEAR          | —         | MPC                           |
| 76964      | 2001 BZ38  | 19 jan 2001 | Kitt Peak     | Spacewatch      | —         | MPC                           |
| 76965      | 2001 BH45  | 20 jan 2001 | Socorro       | LINEAR          | —         | MPC                           |
| 76966      | 2001 BT45  | 21 jan 2001 | Socorro       | LINEAR          | —         | MPC                           |
| 76967      | 2001 BQ47  | 21 jan 2001 | Socorro       | LINEAR          | —         | MPC                           |
| 76968      | 2001 BW49  | 21 jan 2001 | Socorro       | LINEAR          | —         | MPC                           |
| 76969      | 2001 BX49  | 21 jan 2001 | Socorro       | LINEAR          | —         | MPC                           |
| 76970      | 2001 BY50  | 28 jan 2001 | Oizumi        | T. Kobayashi    | —         | MPC                           |
| 76971      | 2001 BA51  | 28 jan 2001 | Oizumi        | T. Kobayashi    | —         | MPC                           |
| 76972      | 2001 BM51  | 16 jan 2001 | Kitt Peak     | Spacewatch      | —         | MPC                           |
| 76973      | 2001 BT53  | 17 jan 2001 | Haleakalā     | NEAT            | —         | MPC                           |
| 76974      | 2001 BO54  | 18 jan 2001 | Kitt Peak     | Spacewatch      | —         | MPC                           |
| 76975      | 2001 BJ56  | 19 jan 2001 | Socorro       | LINEAR          | —         | MPC                           |
| 76976      | 2001 BK58  | 21 jan 2001 | Socorro       | LINEAR          | —         | MPC                           |
| 76977      | 2001 BB60  | 26 jan 2001 | Socorro       | LINEAR          | —         | MPC                           |
| 76978      | 2001 BY60  | 29 jan 2001 | Socorro       | LINEAR          | —         | MPC                           |
| 76979      | 2001 BT61  | 31 jan 2001 | Desert Beaver | W. K. Y. Yeung  | Phocaea   | MPC                           |
| 76980      | 2001 BS63  | 29 jan 2001 | Socorro       | LINEAR          | —         | MPC                           |
| 76981      | 2001 BS65  | 26 jan 2001 | Socorro       | LINEAR          | —         | MPC                           |
| 76982      | 2001 BV65  | 26 jan 2001 | Socorro       | LINEAR          | —         | MPC                           |
| 76983      | 2001 BQ66  | 26 jan 2001 | Socorro       | LINEAR          | —         | MPC                           |
| 76984      | 2001 BZ66  | 29 jan 2001 | Socorro       | LINEAR          | —         | MPC                           |
| 76985      | 2001 BM68  | 31 jan 2001 | Socorro       | LINEAR          | —         | MPC                           |
| 76986      | 2001 BY68  | 31 jan 2001 | Socorro       | LINEAR          | —         | MPC                           |
| 76987      | 2001 BE69  | 31 jan 2001 | Socorro       | LINEAR          | —         | MPC                           |
| 76988      | 2001 BQ69  | 31 jan 2001 | Socorro       | LINEAR          | —         | MPC                           |
| 76989      | 2001 BR69  | 31 jan 2001 | Socorro       | LINEAR          | —         | MPC                           |
| 76990      | 2001 BO70  | 30 jan 2001 | Socorro       | LINEAR          | —         | MPC                           |
| 76991      | 2001 BJ72  | 31 jan 2001 | Socorro       | LINEAR          | —         | MPC                           |
| 76992      | 2001 BR72  | 27 jan 2001 | Haleakalā     | NEAT            | —         | MPC                           |
| 76993      | 2001 BB73  | 27 jan 2001 | Haleakala     | NEAT            | —         | MPC                           |
| 76994      | 2001 BW73  | 29 jan 2001 | Kvistaberg    | UDAS            | —         | MPC                           |
| 76995      | 2001 BQ75  | 26 jan 2001 | Kitt Peak     | Spacewatch      | —         | MPC                           |
| 76996      | 2001 BN77  | 26 jan 2001 | Socorro       | LINEAR          | —         | MPC                           |
| 76997      | 2001 BG80  | 21 jan 2001 | Socorro       | LINEAR          | —         | MPC                           |
| 76998      | 2001 BJ82  | 18 jan 2001 | Socorro       | LINEAR          | —         | MPC                           |
| 76999      | 2001 CN2   | 1 fev 2001  | Socorro       | LINEAR          | —         | MPC                           |
| 77000      | 2001 CU2   | 1 fev 2001  | Socorro       | LINEAR          | —         | MPC                           |